# Jeux olympiques de 1900
Vous lisez un « article de qualité » labellisé en 2019.
Pour les articles homonymes, voir Jeux olympiques de Paris.
Les Jeux olympiques de 1900, officiellement nommés Jeux de la IIe olympiade, sont la deuxième édition des Jeux olympiques modernes. Ils ont lieu à Paris en France du 14 mai au 28 octobre 1900 dans le cadre de l'Exposition universelle. La décision d'organiser les Jeux de 1900 à Paris est prise lors du Ier congrès olympique qui a lieu en 1894. Une concurrence se développe après les Jeux de 1896 entre d'un côté Pierre de Coubertin, président du Comité international olympique (CIO), qui veut organiser les Jeux de la IIe olympiade à Paris mais qui ne réussit pas à mettre en route son projet, et de l'autre Alfred Picard, commissaire général de l'Exposition universelle, qui veut organiser des « concours internationaux d'exercices physiques et de sports ». L'instance dirigeant alors le sport en France, l'Union des sociétés françaises de sports athlétiques (USFSA), penche finalement en novembre 1898 pour les concours de l'Exposition plutôt que pour les Jeux de Coubertin. Ce dernier est alors obligé au printemps 1899 d'accepter le compromis que suggère l'USFSA : « Les concours de l'Exposition tiennent lieu de Jeux olympiques pour 1900 et comptent comme équivalent de la deuxième olympiade. » Ces concours ne sont pas appelés « Jeux olympiques » dans les documents officiels ni sur les affiches de promotion. Ainsi, de nombreux athlètes ignoreront, pour certains jusqu'à leur mort, qu'ils ont disputé des Jeux olympiques.
Les concours sportifs attirent 58 731 participants mais selon le CIO, 997 athlètes venant de 24 pays dont 22 femmes s'affrontent dans les épreuves qu'il considère comme olympiques. Les femmes sont présentes aux Jeux olympiques pour la première fois ; la joueuse de tennis britannique Charlotte Cooper est la première championne olympique dans une épreuve individuelle. Le CIO reconnaît 95 épreuves sur un total estimé de 477. Parmi les compétitions reconnues, trois sports (la pelote basque, le cricket et le croquet) et plusieurs épreuves (par exemple le saut en longueur à cheval et la natation avec obstacles) font leur seule apparition de l'histoire au programme olympique. Les compétitions non reconnues incluent des disciplines telles que les concours de ballons, la pêche à la ligne et le tir au canon, ainsi que des épreuves professionnelles, réservées aux Français ou avec handicap et des concours scolaires.
Vainqueur du 60 mètres, du 110 mètres haies, du 200 mètres haies et du saut en longueur, l'athlète américain Alvin Kraenzlein remporte le plus d'épreuves reconnues comme olympiques. Après les Jeux de 2020, il est toujours le seul à avoir obtenu quatre titres olympiques individuels en athlétisme la même année. Il devance le tireur suisse Konrad Stäheli (trois titres et une troisième place) et l'athlète américain Ray Ewry qui gagne trois épreuves de sauts sans élan, alors qu'il a perdu l'usage de ses jambes entre 12 et 17 ans à cause de la poliomyélite. Un Parisien âgé de 7 à 12 ans est appelé en renfort comme barreur pour le duo néerlandais qui remporte une épreuve d'aviron. On n'a jamais retrouvé le nom du garçon qui est vraisemblablement le plus jeune champion olympique de l'histoire. La France, pays dont provient plus de la moitié des athlètes, domine le tableau des médailles établi a posteriori avec 102 médailles dont 27 en or. Elle devance les États-Unis (47 médailles dont 19 en or) et la Grande-Bretagne (30 dont 15 en or).

## Contexte

### Rénovation des Jeux

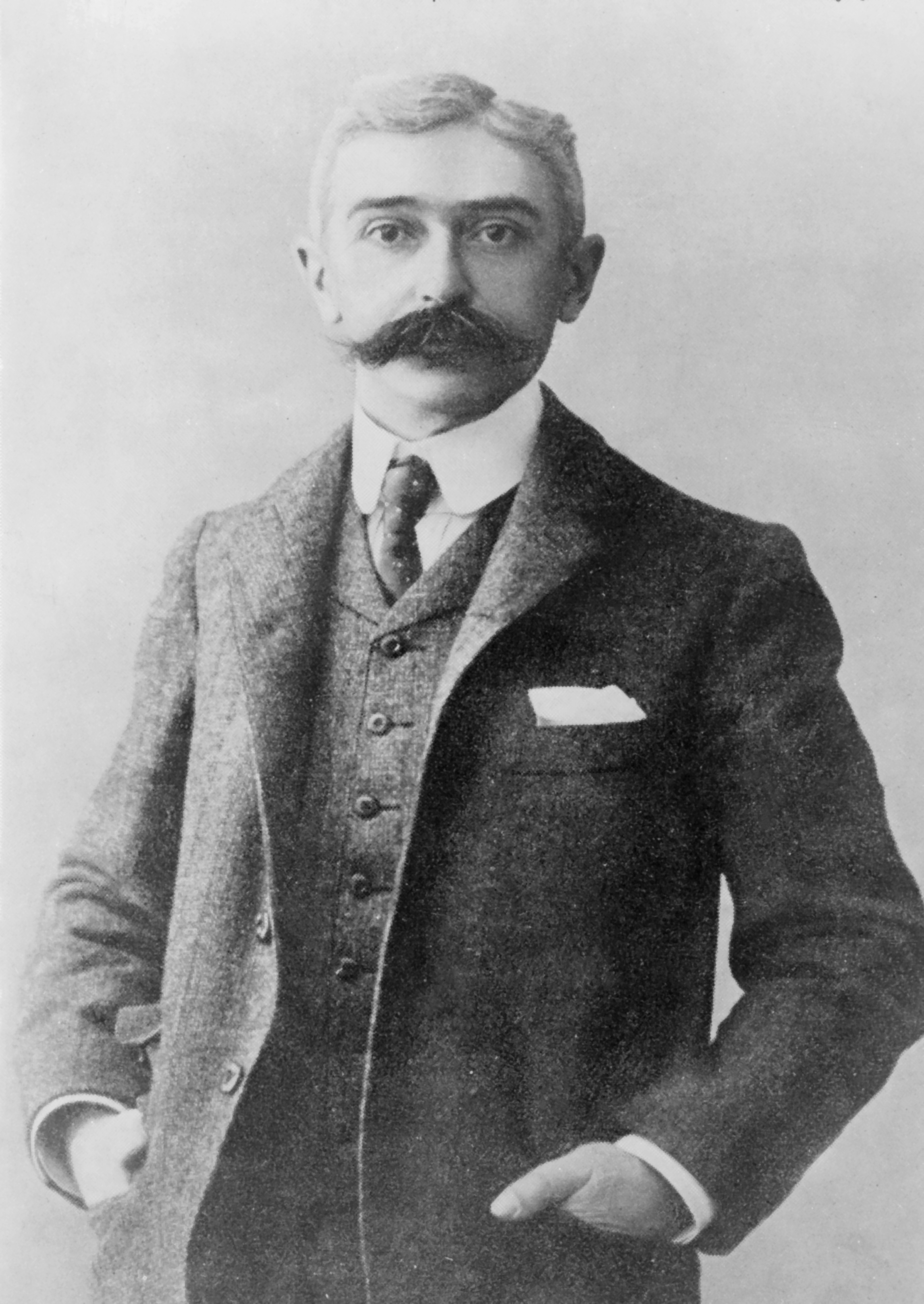
Le baron Pierre de Coubertin, rénovateur des Jeux olympiques.

À l'instigation du baron Pierre de Coubertin, le Ier Congrès olympique est organisé du 16 au 24 juin 1894 dans le grand amphithéâtre de la Sorbonne, à Paris, par l'Union des sociétés françaises de sports athlétiques. Les deux principaux objets sont l'étude des principes de l'amateurisme et le rétablissement des Jeux olympiques. Coubertin a prévu que les premiers Jeux olympiques modernes auraient lieu à Paris en 1900, en même temps que l'Exposition universelle, mais les délégués estiment que six ans seraient une trop longue attente. Des Jeux sont donc prévus en 1896. Sur proposition du représentant de la Grèce Dimítrios Vikélas, la compétition est organisée à Athènes,. Cela figure au point XIII de la déclaration sur la réglementation de l'amateurisme et le rétablissement des Jeux olympiques selon lequel le congrès décide « que les Jeux Olympiques aient lieu la première fois à Athènes, en 1896, et pour la seconde fois à Paris, en 1900, et ensuite de quatre ans en quatre ans, dans d'autres villes du monde ».
À la fin des Jeux de 1896, en tant que nation à l'origine des Jeux, la Grèce revendique le droit d'organiser les épreuves olympiques tous les quatre ans. Notamment soutenu par les athlètes américains et l'athlète et écrivain britannique George Stuart Robertson, le roi Georges Ier demande au CIO présidé par Pierre de Coubertin qu'Athènes soit la ville hôte permanente des Jeux. Coubertin réussit à convaincre ses collègues du CIO de ne pas soutenir cette proposition. Dans une lettre ouverte adressée au roi, il remercie les Grecs pour l'énergie et l'enthousiasme avec lesquels ils ont organisé la compétition d'Athènes mais confirme que les Jeux suivants auront lieu à Paris en 1900. Les Grecs considèrent ensuite que le baron est « un voleur qui essaie de priver la Grèce de l'un de ses joyaux historiques ». Cependant, la famille royale réalise ensuite que son projet serait impossible à réaliser pour des raisons financières. La défaite face à l'Empire ottoman en 1897 réduit encore la possibilité de Jeux à Athènes en 1900.

### Deux projets concurrents

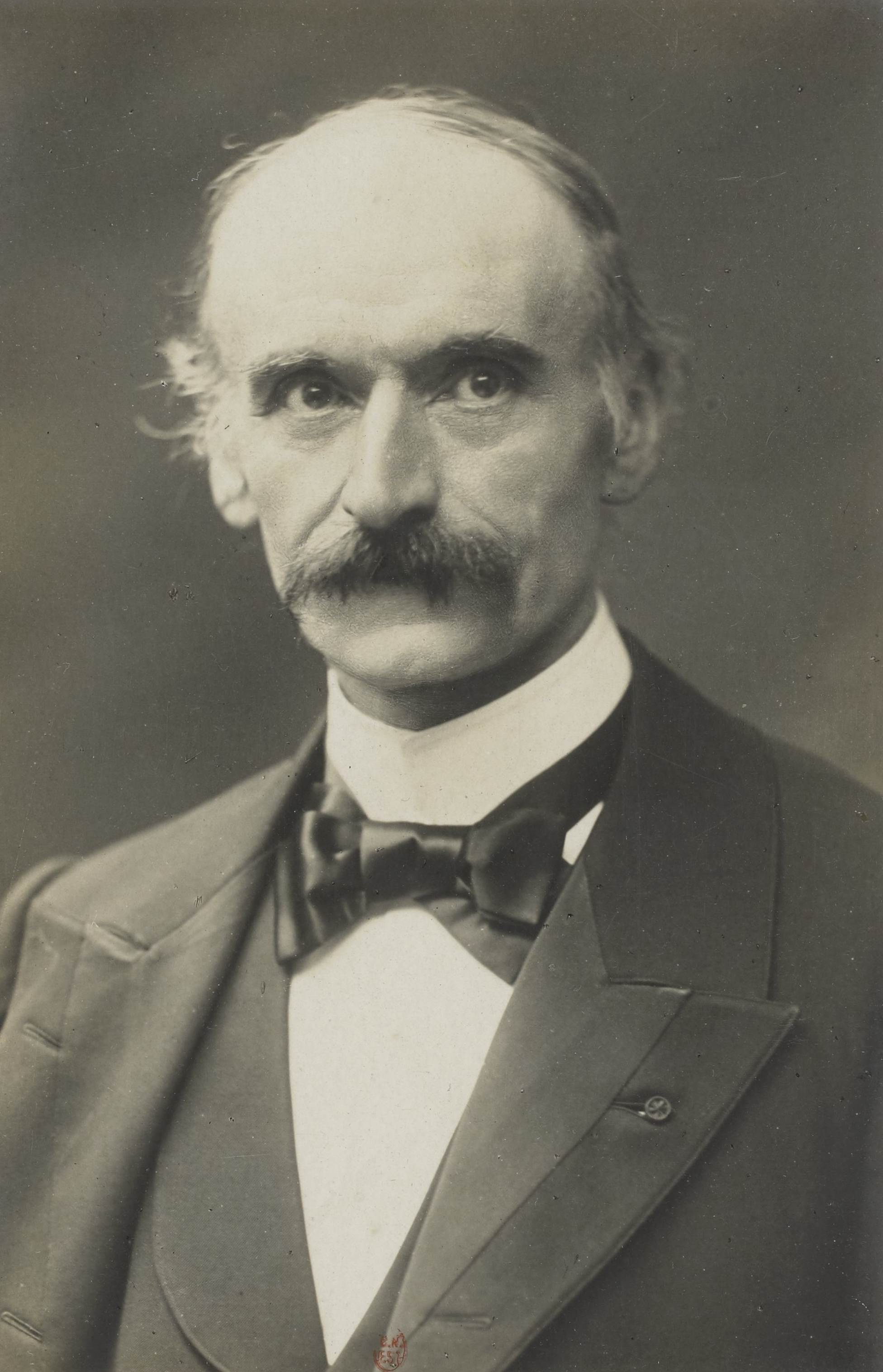
Alfred Picard, commissaire général de l'Exposition universelle de 1900.

Certains dirigeants de la Troisième république estiment que la défaite lors de la guerre franco-allemande de 1870 est liée à la mauvaise condition physique des jeunes Français et l'éducation physique devient obligatoire à l'école primaire en 1882,. Le commissaire général de l'Exposition universelle de 1900, Alfred Picard, propose d'y organiser des concours internationaux d'exercices physiques. Il reçoit l'accord du gouvernement pour inclure ces concours sportifs dans le programme de l'Exposition en novembre 1893. L'objectif est d'organiser des compétitions ouvertes au plus grand nombre pour promouvoir la pratique des exercices physiques dans le pays.
En janvier 1894, Pierre de Coubertin rencontre Alfred Picard et lui annonce qu'il va proposer en juin de rétablir les Jeux olympiques et d'organiser la première édition à Paris. Il lui propose également de mettre en place une exposition consacrée à l'histoire des sports : « Le projet comportait l'édification dans l'enceinte de l'Exposition ou ses annexes d'une reconstitution de l'Altis d'Olympie. Dans l'intérieur des monuments eussent été groupés tous les objets et la documentation concernant les sports, aussi bien ceux de l'Antiquité que du Moyen Âge ou des temps modernes. » Picard ne donne pas de suite à cet entretien,. Il crée la commission préparatoire aux Concours internationaux qui se réunit pour la première fois le 3 novembre 1894. Coubertin, qui a organisé les concours scolaires de l'Exposition de 1889, en a été nommé membre mais il ne participe pas aux réunions car il se trouve en Grèce pour préparer les Jeux de 1896. La commission établit un plan général des concours qu'elle publie en mai 1895. Selon ses mémoires, Coubertin a « compris qu'il n'y avait pour les Jeux olympiques, rien à attendre de M. Alfred Picard » et s'est « résolu à organiser les Jeux de 1900 en dehors de toute ingérence administrative par le moyen d'un comité privé ». En novembre 1897, après la parution de la classification générale de l'Exposition, il écrit une lettre au ministre du Commerce pour exprimer son inquiétude quant à la place du sport au sein de l’événement et Picard répond que « ni l'un ni l'autre des griefs articulés par M. de Coubertin ne sont fondés ». Coubertin estime que le projet de Picard « ne peut qu'échouer et, en tout cas, tant par le cadre choisi (Vincennes) que par la multitude des commissions et sous-commissions et l'énormité du programme (on y prétendait insérer le billard, la pêche à la ligne et les échecs), ce ne pourra être qu'une sorte de foire chaotique et vulgaire ».
Il met donc en place un comité d'organisation pour les Jeux olympiques composé notamment d'aristocrates et connu sous le nom de son président, le vicomte de La Rochefoucauld. L'intention de Coubertin est la suivante : « La foule aura les concours et les fêtes de l'Exposition et nous ferons, nous, des jeux pour l'élite : élite des concurrents, […] élite de spectateurs, gens du monde, diplomates, professeurs, généraux, membres de l'Institut ». Le comité annonce à la presse en mai 1898 qu'il s'est formé « devant le mauvais vouloir et l'inertie des bureaux de l'Exposition ». Coubertin obtient des promesses de soutien à Paris pour l'organisation et de participations d'athlètes étrangers. Le programme établi par son comité est basé sur celui des Jeux de 1896, avec l'addition de la boxe, du polo et du tir à l'arc et la suppression du tir. Publié en octobre 1898, il est jugé « mesquin et indigne de la nation » par Picard. En novembre, l'Union des sociétés françaises de sports athlétiques (USFSA), dont Coubertin est le secrétaire général en titre, décide de ne pas soutenir le comité La Rochefoucauld qui « représentait la France démocratique et sportive d'une façon vraiment trop imparfaite » mais de se tenir à disposition de l'Exposition universelle pour contribuer à l'organisation de ses concours sportifs. En janvier 1899, les Concours internationaux physiques et de sports sont annoncés dans le Journal officiel avec une trentaine de disciplines qui seront disputées pour la plupart dans le bois de Vincennes et l'organisation des jeux athlétiques est attribuée à l'USFSA. Daniel Mérillon, ancien député et président de l'Union française des sociétés de tir, est nommé délégué général pour les concours sportifs de l'Exposition universelle en février 1899. Coubertin tente de collaborer avec lui pour organiser les Jeux olympiques mais Picard, qui les qualifie d'« anachronisme », s'y oppose fermement. Avec ces difficultés et à la suite de « divergences de vue entre la presque unanimité du comité et M. Pierre de Coubertin », le vicomte de La Rochefoucauld et les autres membres du comité annoncent leur démission,.
Isolé, Coubertin est obligé au printemps 1899 d'accepter le compromis que suggère l'USFSA : « Les concours de l'Exposition tiennent lieu de Jeux olympiques pour 1900 et comptent comme équivalent de la deuxième olympiade. » Malgré une organisation qu'il considère comme insuffisante (« rien ne sortait de terre… ni des bureaux, sinon des sous-commissions nouvelles et de copieux règlements ») et qui provoque l'inquiétude à l'étranger, Coubertin apporte ensuite son soutien aux concours de l'Exposition en tant que président du CIO : il écrit des articles dans les journaux étrangers, envoie des circulaires à ses collègues du CIO et fait également la promotion des concours lors d'un voyage en Europe du Nord,. Alors qu'il souhaitait profiter de l'organisation simultanée de l'Exposition universelle et des Jeux olympiques pour augmenter l'impact de ces derniers, Coubertin doit finalement reconnaître des concours sportifs étalés sur cinq mois, ouverts aux professionnels et aux femmes, mais qui sont éclipsés par l'Exposition et qui ne sont pas nommés « Jeux olympiques » ni dans les documents officiels ni sur les affiches de promotion,,,.

## Organisation

### Comité d'organisation

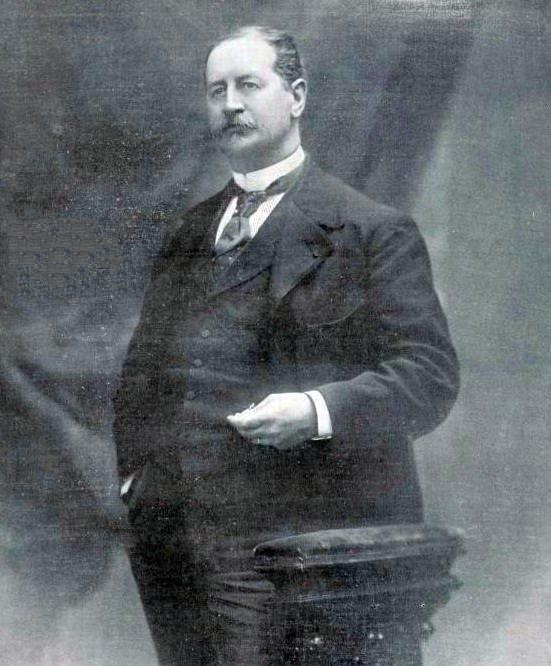
Daniel Mérillon, délégué général aux sports pour les concours sportifs de l'Exposition universelle de 1900.

Daniel Mérillon, ancien député et président de l'Union française des sociétés de tir, est nommé délégué général aux Concours d'exercices physiques et de sports. Il est assisté de cinq délégués adjoints. Les concours sportifs sont organisés par une commission supérieure d'une trentaine de membres présidée par Octave Gréard et par douze comités comptant au total environ 700 membres chargés d'établir le programme des épreuves faisant partie de leurs sections respectives. Environ 530 membres des jurys dont 130 étrangers sont également nommés. L'organisation des épreuves est déléguée par contrats aux fédérations sportives des sports concernés. Pierre de Coubertin, président du CIO, fait partie des vice-présidents de la section « Jeux athlétiques ».
Les buts des concours sportifs sont notamment d'« imprimer à des œuvres destinées à améliorer la force physique et morale du pays un prodigieux élan, en démontrant par des concours internationaux l'importance et l'utilité de ces exercices et en leur donnant une large publicité » et de « mettre en lumière les progrès de l'œuvre patriotique entreprise pour l'éducation physique et la jeunesse ». En plus de leur rôle dans l'éducation et la promotion du sport, le commissaire général de l'Exposition Alfred Picard souhaite donner un caractère scientifique aux concours sportifs. Il demande donc la création du comité d'hygiène et de physiologie, dirigé par le médecin Étienne-Jules Marey et composé d'une cinquantaine de chercheurs. Constituant la section XIII du programme général, ce comité a notamment pour objectif de déterminer les effets des différents sports sur le corps, observer leurs mécanismes et découvrir les raisons des performances exceptionnelles des meilleurs athlètes,.

### Aspects économiques
Les dépenses des différents comités d'organisation pour les concours sportifs s'élèvent à 1 780 620 francs dont 953 448 pour les prix distribués aux participants. Sur cette somme, 1 045 300 francs sont des subventions de l'Exposition universelle. Les recettes provenant des billets d'entrée revenant à l'Exposition sont très inférieures aux prévisions : elles sont de 59 059,60 francs. Les autres frais pris en charge par l'Exposition s'élèvent à 280 500 francs (dont 150 000 francs pour la construction du vélodrome et 80 000 pour le parc d'aérostation). Les dépenses de l'Exposition pour l'organisation des concours sportifs atteignent donc environ 1 280 000 francs. En ajoutant les 150 000 francs que la ville de Paris a payé pour le vélodrome aux dépenses des comités d'organisation et de l'Exposition, les concours sportifs coûtent environ 2,2 millions de francs au total.
Les 1 045 300 francs attribués aux comités d'organisation des concours sportifs représentent environ 1 % du budget global de l'Exposition universelle. Cette somme est équivalente à environ 2,5 millions d'euros de 2006.

### Promotion

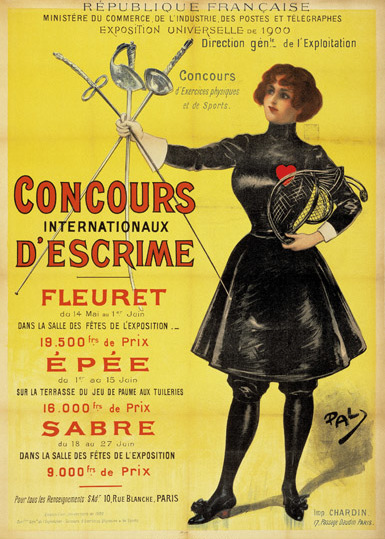
L'affiche reconnue a posteriori comme l'affiche officielle des Jeux de 1900.

Aucune affiche n'est conçue pour promouvoir l'ensemble des concours sportifs de l'Exposition universelle mais des affiches sont créées pour les différents sports. Elles ne font cependant pas référence aux Jeux olympiques, qui sont presque inconnus du public en 1900. Une affiche qui annonce les concours d'escrime, dessinée par Jean de Paleologu, est retenue a posteriori comme l'affiche officielle des Jeux de 1900. Elle représente une escrimeuse alors qu'aucune femme ne participe aux concours d'escrime. Il existe d'autres affiches pour l'athlétisme, l'aviron et la gymnastique. Le terme « olympique » n'apparaît pas non plus dans les documents officiels. Les compétitions sont regroupées sous le nom « Concours internationaux physiques et de sports »,. Beaucoup d'athlètes ne savent pas que les épreuves auxquelles ils participent font partie des Jeux olympiques.
Le 6 mai 1900, La Vie au grand air annonce dans un numéro de 30 pages le programme complet des concours sportifs de l'Exposition et indique les moyens de transport disponibles pour se rendre sur les sites des compétitions depuis Paris,. Le magazine publie ensuite régulièrement des résumés et des photographies des épreuves.

### Participants

#### Sportifs
Les concours sportifs de l'Exposition universelle attirent au total 58 731 participants dont 1 587 étrangers,. Cependant, en listant les épreuves qu'il considère comme olympiques dans son livre The 1900 Olympic Games, l'historien américain Bill Mallon recense 1 222 participants connus sur un total estimé de 1 588 participants (dont 22 femmes). Sur ces 1 222 athlètes connus, 743 sont français. Selon le Comité international olympique, 997 athlètes (dont 22 femmes) participent aux Jeux olympiques de 1900. Cela représente une forte augmentation par rapport aux Jeux olympiques de 1896 qui comptent 241 participants d'après les chiffres du CIO. Selon les décisions prises lors du Ier congrès olympique, les participants aux Jeux olympiques sont amateurs à l'exception des escrimeurs.

#### Participation des femmes

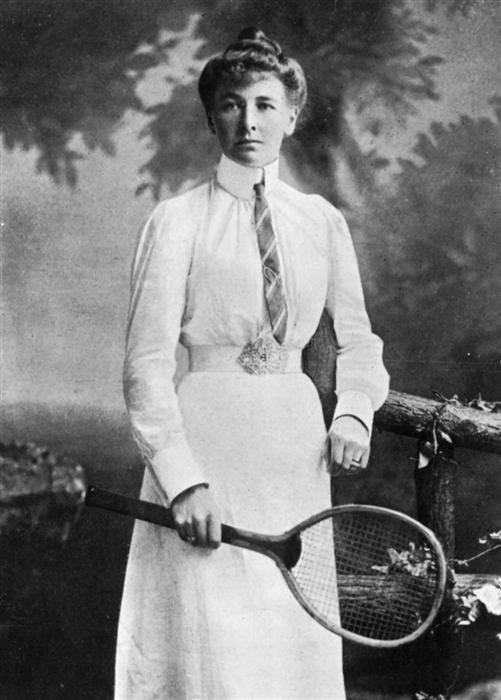
La joueuse de tennis britannique Charlotte Cooper, première championne olympique dans une épreuve individuelle, photographiée en 1900.

Les femmes participent pour la première fois aux Jeux olympiques en 1900. Des épreuves féminines de golf et de tennis sont organisées et quelques femmes participent à des épreuves mixtes en voile, en croquet et en équitation,.
La comtesse Hélène de Pourtalès, qui a les nationalités suisse et américaine, remporte une course de voile avec son mari Hermann le 22 mai 1900. Le Comité international olympique ainsi que plusieurs historiens la considèrent comme la première participante aux Jeux et la première championne olympique de l'histoire,,. Bill Mallon, en s'appuyant sur les recherches de Ian Buchanan, relève cependant que sa participation n'est pas bien documentée et qu'elle n'est peut-être que propriétaire du bateau sans prendre part à la course du 22 mai. Dans un article écrit en 1995, Mallon considère que Jeanne Filleul-Brohy et Marie Ohier, qui participent aux épreuves de croquet à partir du 28 juin, sont les premières participantes olympiques, auxquelles il faut rajouter Mme Desprès, une participante aux mêmes épreuves de croquet, qui a été identifiée comme femme par les historiens des Jeux olympiques après la diffusion de cet article. Cependant le tournoi féminin de croquet n'attire qu'un seul spectateur payant. C'est donc Charlotte Cooper, vainqueur du tournoi féminin de tennis en juillet, qui serait la première championne olympique,. Cooper est dans tous les cas la première championne olympique dans une épreuve individuelle. Blanche de Marcigny représente la France en hippisme dans la catégorie chevaux de selle.
Pierre de Coubertin n'est pas favorable à l'arrivée des femmes aux Jeux olympiques,. En 1928, il écrit : « Quant à la participation des femmes aux Jeux, j'y demeure hostile. C'est contre mon gré qu'elles ont été admises à un nombre grandissant d'épreuves. » Le développement du sport féminin fait également réagir d'autres personnalités : le poète Sully Prudhomme écrit qu'il a « horreur de tout ce qui tend à substituer la force à la grâce, l'énergie à la douceur, l'adresse à la spontanéité chez la jeune fille et, en général, tout ce que la femme emprunte à l'homme de qualités viriles, la dénature et nuit à son charme » et l'écrivain Émile Zola se dit « très partisan de tous les exercices physiques qui peuvent contribuer au développement de la femme, à la condition bien entendu qu'elle n'en abuse pas ».

#### Pays participants

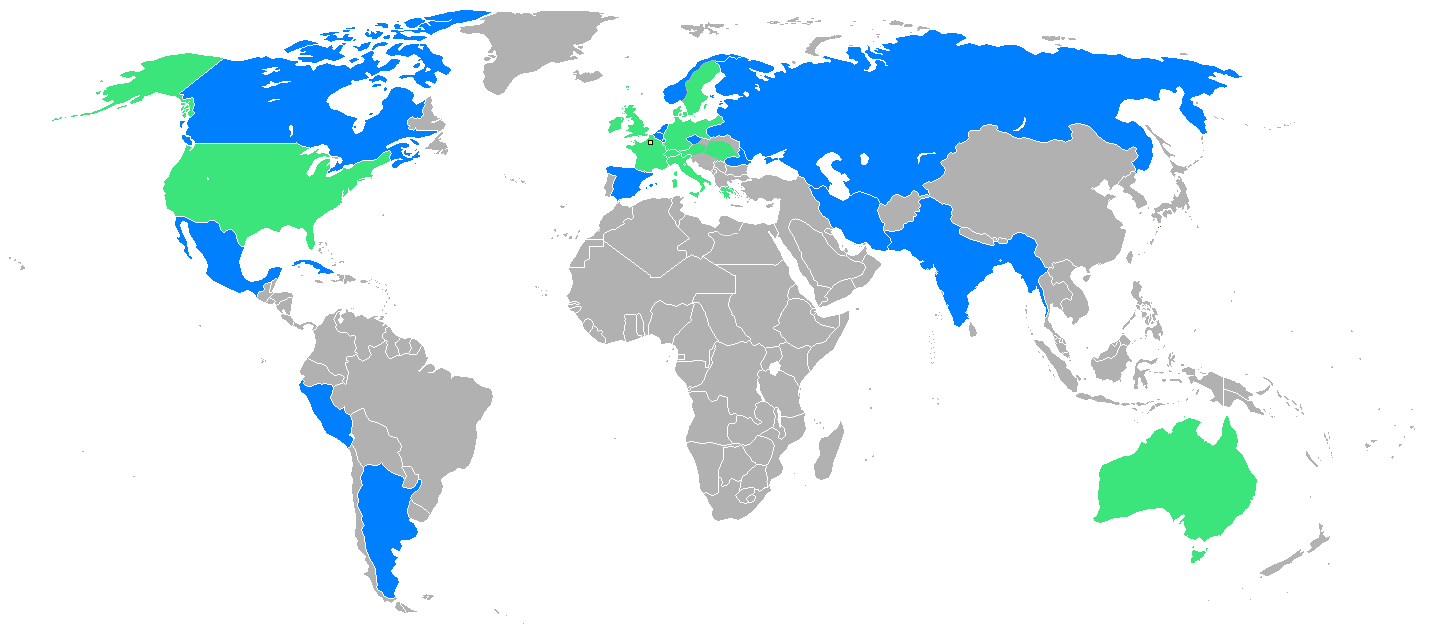
Pays participants aux Jeux de 1900.
Pays participant pour la première fois.
Pays ayant déjà participé.

Sans en donner la liste, le Comité international olympique indique que 24 nations ont pris part aux Jeux olympiques de 1900. Bill Mallon compte 28 pays participants aux épreuves olympiques alors qu'André Drevon, auteur du livre Les Jeux olympiques oubliés : Paris 1900, liste 30 pays ayant pris part aux concours sportifs de l'Exposition universelle. Selon le CIO, les athlètes des Jeux olympiques de 1896 venaient de 14 pays différents.
Les 28 pays recensés par Bill Mallon sont les suivants (le nombre indiqué entre parenthèses correspond au nombre d'athlètes engagés connus pour chaque pays) :
| - Allemagne (75) - Argentine (1) - Australie (2) - Autriche (13) - Belgique (66) - Bohême (7) - Canada (2) - Cuba (1) - Danemark (13) - Espagne (9) - États-Unis (73) - France (743) - Grande-Bretagne (96) - Grèce (3) |  | - Haïti (1) - Hongrie (17) - Inde (1) - Iran (1) - Italie (25) - Luxembourg (1) - Mexique (4) - Pays-Bas (29) - Norvège (7) - Pérou (1) - Roumanie (1) - Russie (4) - Suède (10) - Suisse (16) |

Les deux pays supplémentaires indiqués par André Drevon sont le Portugal (participant aux épreuves de sauvetage qui ne sont pas reconnues comme olympiques par Mallon),, et la Nouvelle-Zélande (présente aux épreuves de natation selon Drevon mais pas d'après Mallon),.
Des athlètes de deux autres pays participent aux épreuves olympiques en 1900. Adolphe Klingelhoeffer, né en France, représente ce pays lors des épreuves d'athlétisme mais il est de nationalité brésilienne au moment des Jeux. Francisco Henríquez de Zubiría, également né en France mais détenteur de la nationalité colombienne en 1900, fait partie de l'équipe française de tir à la corde.
Des sportifs venant de nations n'ayant pas encore leur indépendance en 1900 représentent un autre pays : des gymnastes algériens concourent pour France, des Irlandais font partie des équipes britanniques dans plusieurs sports et l'escrimeur croate Milan Neralić représente l'Autriche.

### Programme

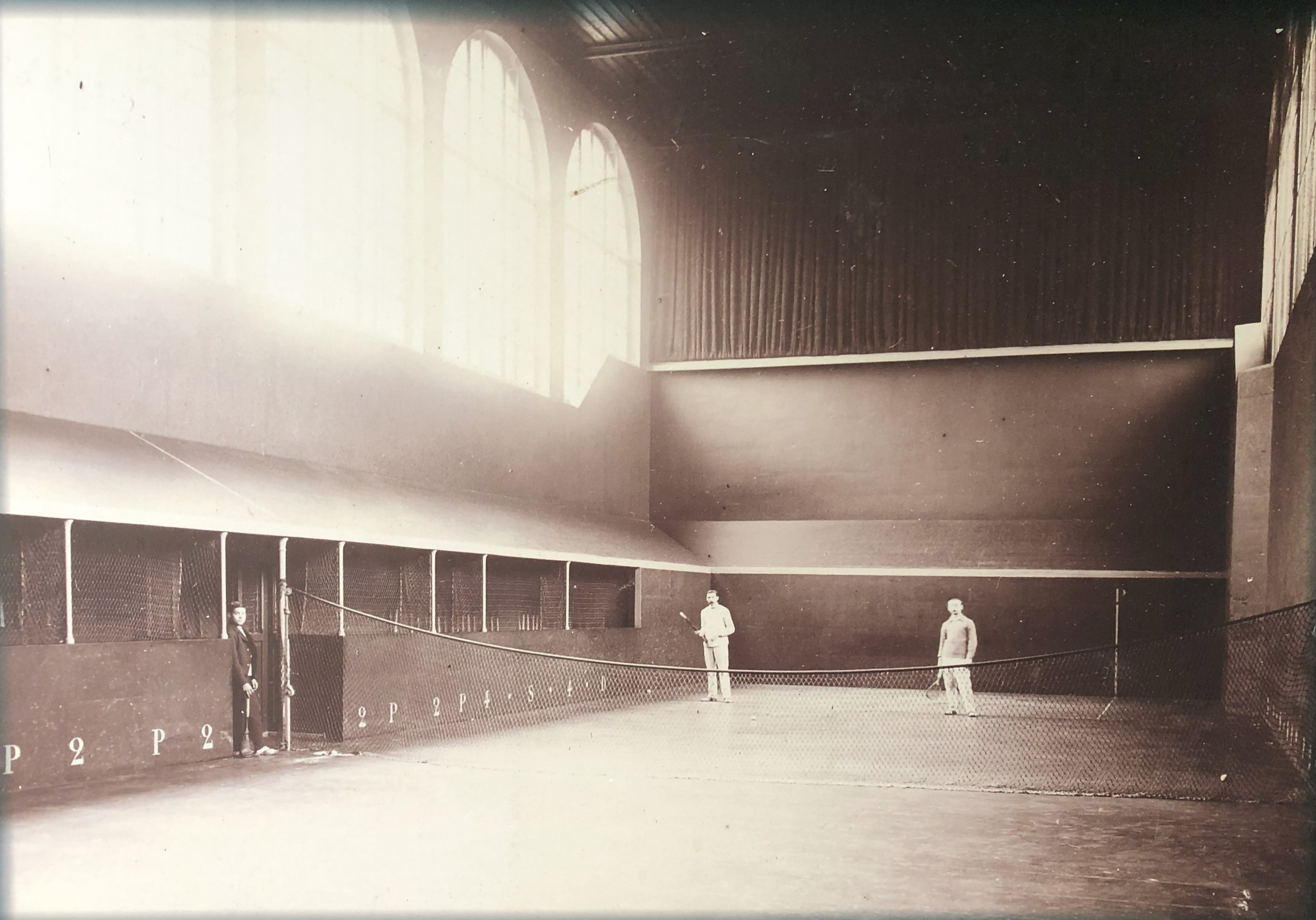
Salle de courte paume aux Tuileries. L'épreuve est annulée faute de participants.

Les compétitions sont réparties pendant la durée de l'Exposition sur la période allant du 14 mai au 28 octobre. Le programme suivant, qualifié de « complet et remarquablement intéressant », est adopté par la commission supérieure des exercices physiques et des sports lors de sa séance du 10 mars 1900 :
- Section I — Jeux athlétiques : courses à pied et concours athlétiques, football rugby, football association, hockey, cricket, lawn-tennis, croquet, jeux de boules, baseball, crosse canadienne, longue paume, balle au tamis, courte paume, jeux de golf, pelote basque.
- Section II — Gymnastique : XXVIe fête fédérale de l'Union des Sociétés de gymnastique de France, concours-fête de l’Association des Sociétés de gymnastique de la Seine, championnat international de gymnastique.
- Section III — Escrime : concours de fleuret, concours d'épée, concours de sabre.
- Section IV — Tir : tir à la cible, tir au fusil de chasse, tir aux pigeons, tir à l'arc et à l'arbalète, tir au canon.
- Section V — Sport hippique : concours hippique, polo hippique.
- Section VI — Vélocipédie : courses vélocipédiques.
- Section VII — Automobilisme : concours de tourisme, concours de motocycles, courses de vitesse, concours de voitures de place et de livraison, concours de poids légers, concours de poids lourds.
- Section VIII — Sport nautique : régates à l'aviron, concours de yachting à la voile, concours de bateaux à moteurs mécaniques, concours de natation, concours de pêche à la ligne.
- Section IX — Sauvetage : concours de manœuvres de pompes à incendie, concours de sauvetage sur l'eau, concours de premiers secours aux blessés civils et militaires.
- Section X — Aérostation : concours de ballons (vingt-quatre concours de natures diverses : durée, altitude, distance), concours de colombophilie.
- Section XI — Exercices militaires préparatoires : fête et concours d’exercices militaires préparatoires
- Section XII — Concours scolaires : Jeux athlétiques scolaires, aviron scolaire, gymnastique scolaire, fête des écoles communales de la ville de Paris, concours de fleuret inter-scolaire, championnat de tir des écoles supérieures, championnat de tir des lycées et collèges, championnat de tir des écoles primaires.

Jury du match de baseball entre équipes américaines, le 20 juillet 1900 sur les terrains du Racing Club de France au Bois de Boulogne, après l'annulation des parties prévues du 14 au 19.

Plusieurs compétitions proposées dans la section I sont écartées : le patinage peu pratiqué à Paris, l'haltérophilie « accaparée par les professionnels », la marche qui « ne présente pas les caractères d'un concours de jeux athlétiques » et la boxe, la canne et la lutte à cause de leur dangerosité et leur « caractère trop théâtral ». Quatre concours ne sont pas organisés faute de participants : le hockey, la crosse, la balle au tamis et la courte paume. Le tournoi de baseball n'a pas lieu non plus mais un match est joué entre deux équipes américaines. Il est mentionné dans le rapport de la délégation américaine mais pas dans le rapport des concours sportifs de l'Exposition.
Selon André Drevon, environ 477 épreuves sont disputées au total dans 34 disciplines dont trois réservées aux Français (concours scolaires, exercices militaires et tir au canon). Sept autres disciplines ne réunissent que des concurrents français et certaines épreuves des disciplines restantes sont réservées au Français. Le Comité international olympique indique 95 épreuves mais la liste des résultats olympiques disponible sur son site indique 85 épreuves pour un total de 89 podiums (deux finales pour le quatre avec barreur en aviron, deux courses pour trois catégories en voile). Le CIO n'a en fait jamais pris de décision formelle pour déterminer lesquelles des épreuves de 1900 il reconnaît comme olympiques. Dans son livre The 1900 Olympic Games, Bill Mallon a donc listé les épreuves qu'il considère comme olympiques en utilisant cinq critères : les épreuves doivent être internationales, sans handicap, ouvertes à tout le monde (sans limite d'âge ni réservées aux débutants par exemple), sans véhicule motorisé et réservées aux amateurs (à l'exception de l'escrime). En appliquant ces critères, il retient 89 épreuves pour un total de 95 podiums (deux finales pour le quatre avec barreur en aviron, deux courses pour cinq catégories en voile). Le CIO et Bill Mallon reconnaissent tous deux 19 sports et 20 disciplines,,, dont trois font leur seule apparition aux Jeux olympiques : la pelote basque, le cricket et le croquet. L'aviron, qui fait sa première apparition en tant que sport olympique lors de cette édition, fut le seul nouveau sport à avoir été présent depuis à chacune des éditions qui ont suivie jusqu'à nos jours.

### Récompenses

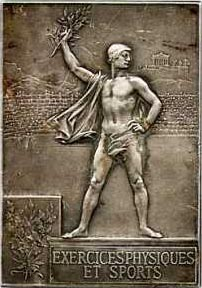
La plaquette des Sports de Frédéric de Vernon remise aux participants des différents concours.

Des prix d'une valeur totale de 953 448 francs sont remis aux participants des concours sportifs de l'Exposition. Des objets d'art sont généralement remis aux meilleurs sportifs amateurs et des prix en espèces aux professionnels. Des médailles et plaquettes sont également distribuées, notamment la plaquette des Sports en vermeil, en argent ou en bronze gravée par Frédéric de Vernon. Un côté de cette plaquette représente un athlète sur un podium brandissant une branche de laurier avec à l'arrière-plan l'acropole d'Athènes, et l'autre côté une déesse ailée tenant des branches de laurier avec à l'arrière-plan des monuments de l'Exposition universelle,.

## Sites
Le centre-ville de Paris ne suffit pas pour accueillir la totalité de l'Exposition universelle. Un deuxième ensemble est donc prévu dans le bois de Vincennes, avec notamment les pavillons de l'Automobile et du Cycle et les sites des épreuves sportives. Il est desservi par la première ligne du métro de Paris qui ouvre en juillet 1900. La seule installation sportive déjà présente à cet endroit est un vieux vélodrome qui est choisi pour les concours de tir à l'arc. L'aménagement des sites nécessaires pour y accueillir tous les concours sportifs « entraînerait des
frais de construction élevés et ne répondrait pas au but que l'on poursuit : la création de grands concours passagers sans dédoublement de l'Exposition elle-même ». Le projet est donc modifié et les compétitions sont réparties dans la région parisienne, et ailleurs en France pour le golf et la voile,,.

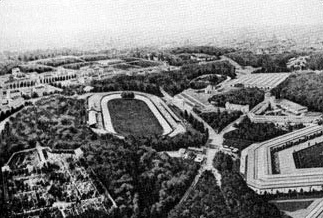
Le vélodrome de Vincennes.

De nombreuses épreuves ont tout de même lieu dans le bois de Vincennes. Le cyclisme étant un des sports les plus populaires à l'époque, un nouveau stade vélodrome d'une capacité de 4 000 places y est bâti pour un coût de 300 000 francs répartis à parts égales entre l'Exposition et la ville de Paris qui cherchait à en construire un,,. Il accueille les compétitions de cyclisme, de gymnastique, de cricket, de football et de rugby. Les concours d'automobilisme, de tir au canon, de colombophilie, de sauvetage et de ballons sont également disputés au bois de Vincennes, notamment autour du lac Daumesnil.
Les épreuves d'athlétisme ont lieu à la Croix-Catelan dans le bois de Boulogne, sur les terrains du Racing Club de France. Deux tribunes de 600 places sont installées autour des couloirs tracés à la chaux sur la pelouse. Pendant les épreuves de lancer, les athlètes sont gênés par les arbres qui bordent le site. Les matchs de tir à la corde, de polo et de croquet et le tir aux pigeons ont également lieu au bois de Boulogne. Quelques épreuves sont organisées au centre-ville de Paris : les concours hippiques ont lieu sur la place de Breteuil où un hippodrome provisoire est construit, les concours d'escrime sont répartis entre la salle des fêtes de l'Exposition au Champ-de-Mars et le jardin des Tuileries, la longue paume est disputée au jardin du Luxembourg et les concours militaires sur la place du Carrousel.
Les sports nautiques sont répartis le long de la Seine : la pêche à la ligne sur l'Île aux Cygnes, l'aviron, la natation, le water-polo et le sauvetage sur l'eau entre Asnières et Courbevoie, les courses de bateaux à moteur à Argenteuil et la voile à Meulan. Pour les bateaux de plus de 10 tonneaux, les régates ont lieu en mer au large du Havre. Le tournoi de tennis a lieu sur les terrains de la Société de sports de l'île de Puteaux, et celui de pelote basque sur le terrain de la Société du Jeu de pelote à Neuilly-sur-Seine. Les concours de tir ont lieu au camp de Satory, à Versailles, sur un terrain mis à disposition par l'armée. Enfin, les tournois de golf sont organisés sur le terrain de Compiègne, dans l'Oise, car il n'y en a aucun plus proche de Paris.
Les sites des compétitions qui se sont déroulées à Paris et dans sa proche banlieue sont indiqués sur la carte suivante. Cinq sites se trouvent en dehors de la carte : Argenteuil (courses de bateaux à moteur), Satory (tir), le golf de Compiègne, Meulan et Le Havre (voile).
| Vélodrome de Vincennes Ancien vélodrome (tir à l'arc) Lac Daumesnil Croix-Catelan (athlétisme) Bois de Boulogne Champ-de-Mars (escrime) Jardin des Tuileries (escrime) Jardin du Luxembourg (longue paume) Place du Carrousel (concours militaires) La Seine entre Asnières et Courbevoie (aviron, natation et water-polo) Neuilly (pelote basque) Île de Puteaux (tennis) Place de Breteuil (équitation) Île aux Cygnes (pêche à la ligne) |

## Déroulement
Les concours sportifs de l'Exposition universelle s'étendent du 14 mai au 28 octobre 1900. Aucune cérémonie d'ouverture ou de clôture n'est organisée pour les épreuves,, mais les concours sportifs sont mentionnés par le ministre Alexandre Millerand lors de la cérémonie de clôture de l'Exposition.

### Épreuves

#### Athlétisme

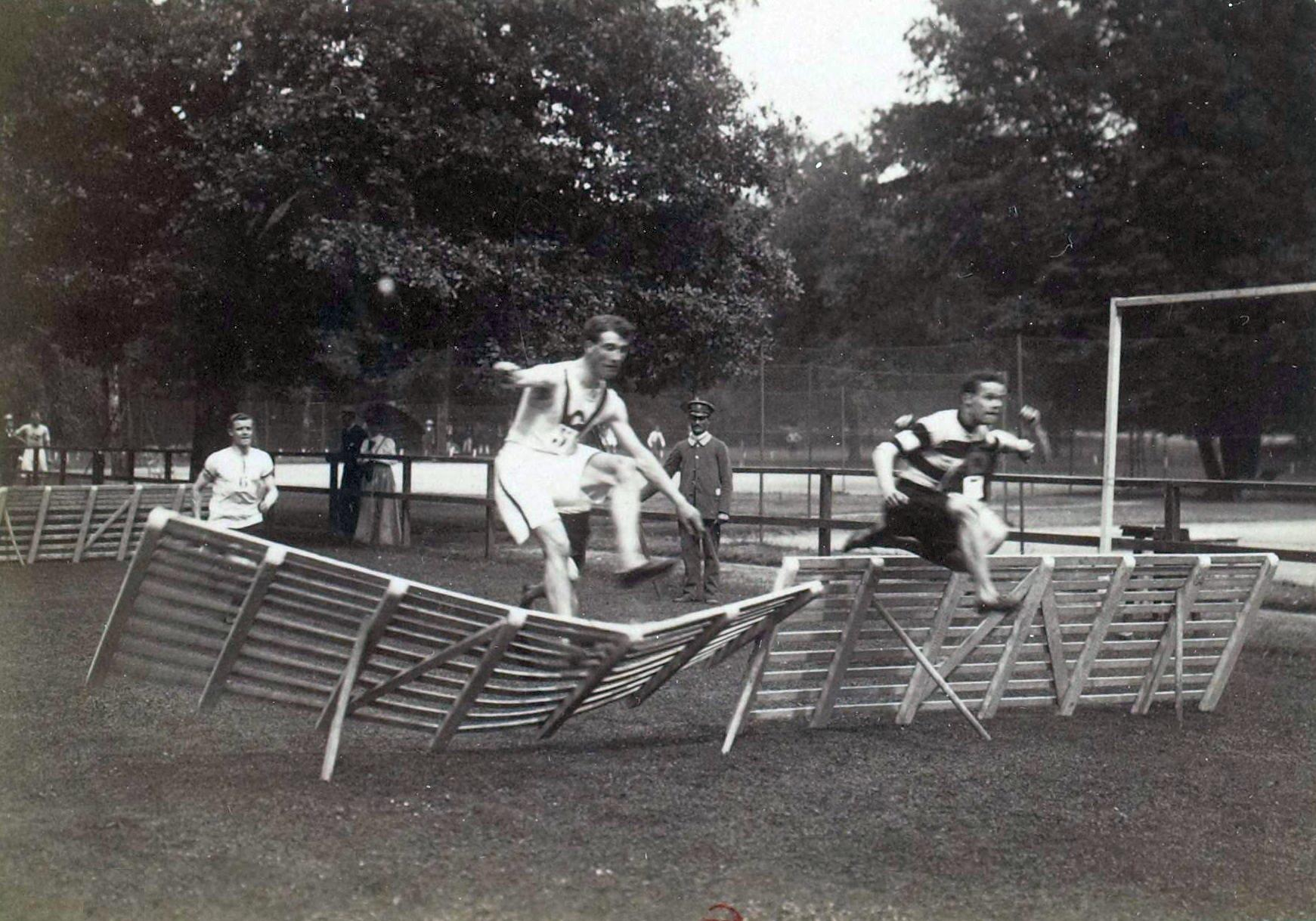
Barrières en bois de la course du 110 mètres haies.

Les épreuves d'athlétisme sont les seules qui sont promues en tant qu'épreuves olympiques à l'étranger. Appelées « Championnats du monde » dans le rapport officiel, elles ont lieu le 1er juillet, le 5 juillet et le 5 août pour les professionnels et sur cinq journées entre le 14 et le 22 juillet pour les amateurs. Elles sont disputées à la Croix-Catelan dans le bois de Boulogne, sur les terrains du Racing Club de France. Les courses ont lieu sur une piste en herbe de 500 mètres parsemée de trous et de bosses. Le comité d'organisation estime que jusqu'à 2 000 à 3 000 spectateurs, dont beaucoup d'Américains, assistent aux épreuves. Au total, plus de 700 athlètes dont environ 200 étrangers (la moitié sont américains) participent aux compétitions. Les amateurs disputent 24 épreuves sans handicap et 12 avec handicap et les professionnels s'affrontent dans dix épreuves (sept courses, le saut en hauteur, le saut en longueur, et le lancer du poids). En recensant les participants aux épreuves amateurs sans handicap, considérées comme olympiques, Bill Mallon en compte 115 venant de 16 pays.

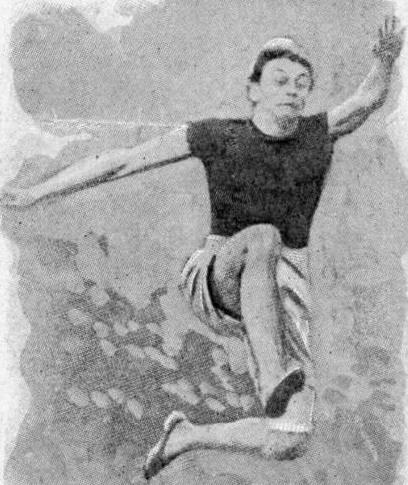
Alvin Kraenzlein, vainqueur de quatre épreuves, lors du saut en longueur.

Les compétitions amateurs sont largement dominées par les Américains. Alvin Kraenzlein, champion amateur des États-Unis dans trois épreuves en 1899 et détenteur du record du monde du saut en longueur, participe à huit épreuves en trois jours. Il remporte le 60 mètres en 7 secondes, avec un dixième d'avance sur son compatriote Walter Tewksbury. Lors des séries du 110 mètres haies, il bat le record du monde avec un temps de 15,6 secondes puis gagne la finale en 15,4 secondes devant ses compatriotes John McLean et Frederick Moloney. Il remporte également le 200 mètres haies devant Norman Pritchard (Inde britannique) et Walter Tewksbury. Kraenzlein est le seul à franchir facilement les haies ; il est considéré comme l'inventeur de la technique de franchissement moderne. Le 14 juillet, les qualifications du saut en longueur sont remportées par l'Américain Meyer Prinstein grâce à un saut de 7,17 mètres. La finale est prévue le dimanche 15 juillet et plusieurs universités américaines affiliées au méthodisme qui interdisent à leurs athlètes de concourir le dimanche demandent aux organisateurs de la déplacer. Après le refus des Français, les athlètes américains se mettent d'accord pour ne pas se présenter à la finale. Prinstein, qui est de confession juive, accepte également. Alvin Kraenzlein participe cependant à la finale et bat d'un centimètre le saut de Prinstein ; il obtient donc une quatrième victoire. Bien qu'il n'ait pas participé à la finale, les organisateurs attribuent la deuxième place à Prinstein qui se sent trahi par son compatriote. Le lendemain, Prinstein gagne l'épreuve du triple saut devant le champion olympique en titre James Connolly. Après les Jeux de 2016, Alvin Kraenzlein est toujours le seul sportif ayant remporté quatre titres individuels en athlétisme en une édition des Jeux.
Le grand favori du 100 mètres est l'Américain Arthur Duffey qui a battu ses principaux rivaux Frank Jarvis et Walter Tewksbury lors d'une course organisée une semaine plus tôt. Bien qu'ils n'aient jamais couru sur une piste en herbe auparavant, Jarvis et Tewksbury égalent le record du monde qui est de 10,8 secondes pendant les séries alors que Duffey semble s'être économisé. Lors de la finale, Duffey a déjà une forte avance à mi-parcours mais, probablement victime d'une entorse, il s'effondre peu après et laisse Jarvis gagner devant Tewksbury alors que l'Australien Stan Rowley obtient la troisième place. Bien que les Américains ne soient pas habitués à participer à cette épreuve, Tewksbury remporte le 400 mètres haies devant le Français Henri Tauzin qui était invaincu jusque-là. Également deuxième du 60 mètres et troisième du 200 mètres haies, Tewksbury obtient sa cinquième médaille en gagnant le 200 mètres devant Norman Pritchard. Encouragé par les spectateurs français qui confondent son uniforme bleu et blanc de l'université Columbia avec celui du Racing Club de France, l'Américain Maxie Long remporte le 400 mètres alors que trois de ses compatriotes ne participent pas à la finale, qui a lieu un dimanche, pour des raisons religieuses.

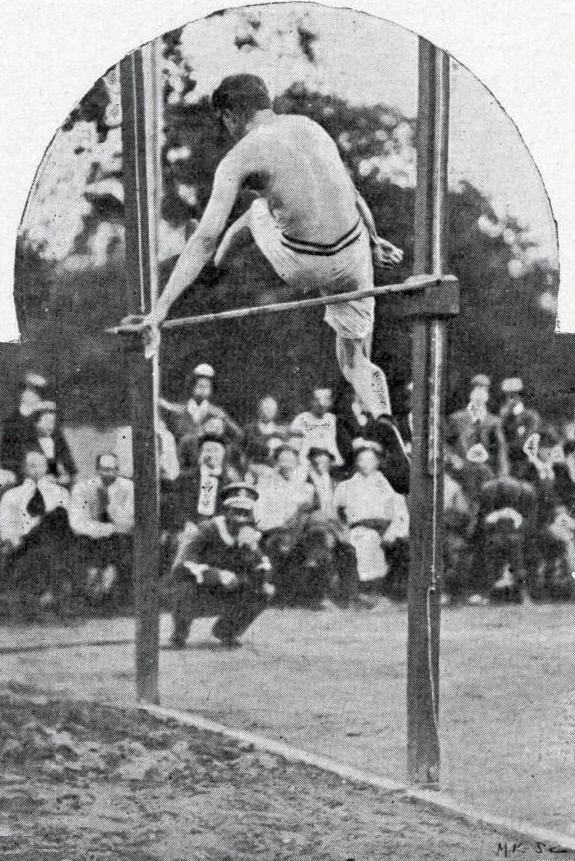
L'Américain Ray Ewry, vainqueur de trois épreuves, lors du saut en hauteur sans élan.

L'Américain Ray Ewry, victime de la poliomyélite, a perdu l'usage de ses jambes entre 12 et 17 ans. À Paris, alors qu'il a 27 ans, il remporte pourtant les trois premiers des huit titres olympiques de sa carrière. Il gagne d'abord l'épreuve du saut en hauteur sans élan en battant le record du monde grâce à un saut de 1,65 mètre, devant son compatriote Irving Baxter qui est en partie d'origine sioux. Il remporte ensuite le saut en longueur sans élan en franchissant 3,21 mètres, également devant Baxter. Enfin, il atteint 10,58 mètres lors du triple saut sans élan toujours devant Baxter. Après cette performance, le public parisien le surnomme « l'homme caoutchouc ». Le concours du saut à la perche a lieu dans la confusion : trois des meilleurs sauteurs américains ne veulent pas que l'épreuve ait lieu un dimanche. Deux d'entre eux, Charles Dvorak et Bascom Johnson, se présentent tout de même au concours mais ils repartent car on leur dit qu'il est reporté. Les officiels changent ensuite d'avis et l'épreuve a lieu sans eux mais en présence de Baxter, encore présent après avoir remporté le saut en hauteur. Baxter gagne le saut à la perche devant son compatriote Meredith Colket. Les Américains protestent et deux autres concours sont organisés mais les résultats finaux ne sont pas modifiés. Irving Baxter compte donc au total cinq médailles.
Les Britanniques dominent les courses de demi-fond et de fond : Alfred Tysoe remporte le 800 mètres en 2 min 1 s 2 alors que l'Américain David Hall, qui a couru en 1 min 59 s 0 lors des qualifications, termine au troisième rang et Charles Bennett bat le record du monde en terminant le 1 500 mètres en 4 min 6 s 2 devant le Français Henri Deloge et l'Américain John Bray. George Orton, paralysé jusqu'à l'âge de 12 ans après être tombé d'un arbre, remporte le 2 500 mètres steeple 45 minutes après avoir terminé au troisième rang du 400 mètres haies. Il est le premier médaillé olympique canadien. Le Britannique Sidney Robinson et le Français Jean Chastanié qui ont mené la plupart de la course terminent deuxième et troisième. Le Britannique John Rimmer gagne le 4 000 mètres steeple devant ses compatriotes Charles Bennett et Sidney Robinson après avoir mené du début à la fin. Le 5 000 mètres par équipes, auquel les Américains ne participent pas car la course a lieu un dimanche, est remporté par les Britanniques devant les Français. L'Australien Stan Rowley, trois fois médaillé de bronze en sprint, participe avec les Britanniques à qui il manquait un athlète mais son résultat n'est pas pris en compte car seuls les quatre meilleurs temps de chaque équipe sont comptabilisés.
Le Hongrois Rudolf Bauer remporte le lancer du disque devant le Bohémien František Janda-Suk et l'Américain Richard Sheldon. La zone d’atterrissage des disques se trouve entre deux rangées d'arbres, ce qui augmente la difficulté de l'épreuve. Lors du lancer du marteau, c'est un chêne situé dans la zone de lancement qui perturbe les athlètes. Détenteur du record du monde, l'Américain John Flanagan doit attendre son quatrième essai pour se placer au premier rang devant deux compatriotes. Les Américains réalisent également un triplé lors du lancer du poids.

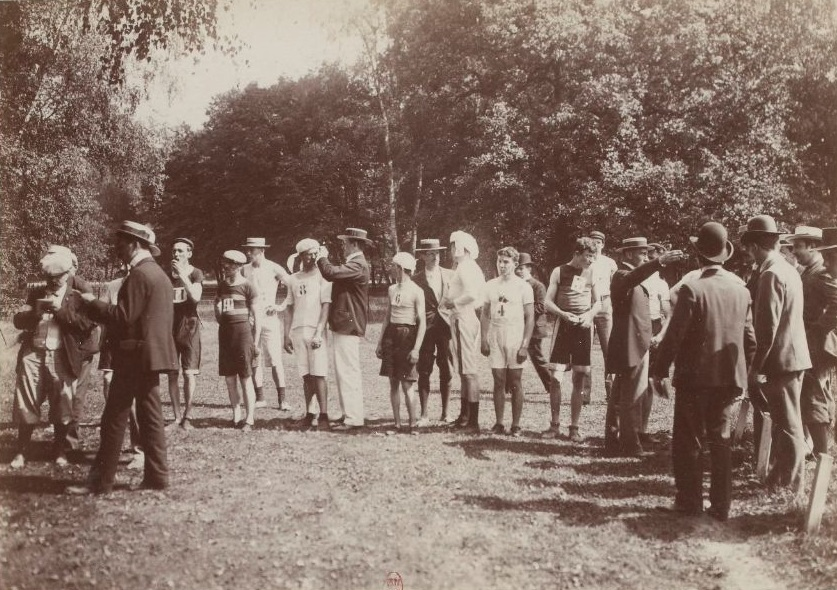
Le départ du marathon.

Le départ et l'arrivée du marathon se situent à la Croix-Catelan et le parcours, d'une longueur de 40,260 kilomètres, suit les fortifications de Paris ce qui lui vaut le surnom de « marathon des fortifs ». Les concurrents prennent le départ en milieu d'après-midi par une température de 39 degrés. À certains endroits, ils doivent trouver leur chemin parmi les automobiles, les cyclistes, les tramways, les carrioles des artisans, les passants et les troupeaux de moutons et de vaches conduits vers les abattoirs de la Villette. Les cinq concurrents français ont reconnu le parcours mais le Suédois Ernst Fast, qui fait partie des favoris, est mal aiguillé par un policier à la porte de Passy alors qu'il est en tête et prend du retard. Un autre des favoris, le Français Georges Touquet-Daunis, s'arrête dans un café après 12 kilomètres et annonce après quelques bières qu'il ne repartira pas à cause de la chaleur. Seuls sept des treize concurrents terminent la course. Le marathon est remporté en 2 h 59 min 45 s par le Luxembourgeois courant pour la France Michel Théato, devant le Français Émile Champion et Ernst Fast,. Les Britanniques et les Américains accusent Théato d'avoir pris des raccourcis et d'avoir été escorté.

#### Aviron

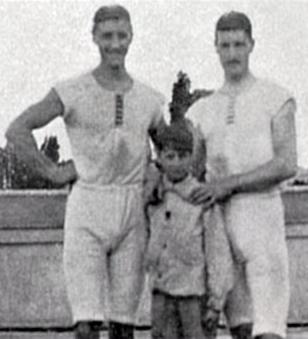
François Brandt, Roelof Klein et un garçon parisien remportent l'épreuve du deux avec barreur.

En aviron, une journée de régates populaires sur la Marne est d'abord organisée le 19 août pour les rameurs dits « de promenade ou indépendants ». Elle compte 270 participants et réunit 10 000 spectateurs. Les compétitions ont ensuite lieu les samedi 25 et dimanche 26 août sur la Seine, dans le bassin d'Asnières-Courbevoie. Neuf épreuves sont au programme : une course à un rameur senior, les courses à deux, quatre et huit rameurs juniors et seniors, une course à quatre rameurs seniors secondaire et une course à quatre rameurs pour débutants. Les épreuves éliminatoires ont lieu le samedi et le dimanche matin et les finales, pour lesquelles la navigation sur la Seine est interrompue, le dimanche après-midi. La longueur du parcours est de 1 750 mètres. Pour les quatre épreuves seniors considérées comme des épreuves olympiques, Bill Mallon recense 107 participants venant de huit pays. Les épreuves sont très populaires auprès du public.
Le Français Hermann Barrelet remporte facilement la finale individuelle devant son compatriote André Gaudin et le Britannique Saint-George Ashe. Lors des séries de l'épreuve à deux avec barreur, les favoris néerlandais François Brandt et Roelof Klein sont surpris de terminer avec huit secondes de retard sur les Français Lucien Martinet et René Waleff. Cela s'explique par le fait que le barreur des Néerlandais, Hermanus Brockmann, est un adulte de 60 kg alors que ceux des équipages français sont des enfants plus légers. Ils décident de faire de même et, lors de la finale, leur barreur est un enfant de 33 kg qui n'a pas été engagé par les équipes françaises à cause de son poids trop élevé. Son âge est estimé entre 7 et 12 ans. Les Néerlandais partent rapidement et, bien qu'ils se fassent rattraper vers la fin, remportent l'épreuve avec une avance de 0,2 seconde sur Martinet et Waleff. Le nom du garçon parisien n'a jamais été retrouvé mais il est vraisemblablement le plus jeune champion olympique de l'histoire,. La finale de l'épreuve à quatre avec barreur doit réunir les vainqueurs des trois séries éliminatoires et le deuxième de la série 3 mais quand les officiels remarquent que les perdants des séries 2 et 3 ont des meilleurs temps que les premiers de la série 1, ils décident d'organiser une série supplémentaire. Elle est cependant annulée car les organisateurs n'arrivent pas à contacter tous les équipages et ils décident que la finale réunirait les trois vainqueurs et les trois perdants les plus rapides. Les vainqueurs des séries refusent d'y participer car le parcours est préparé pour seulement quatre bateaux. La finale est remportée par le Cercle de l'Aviron Roubaix devant l'Union Nautique de Lyon et l'équipage allemand Favorite Hammonia. Comme le résultat n'est pas satisfaisant, une deuxième finale est organisée pour les vainqueurs des séries. Le Germania Ruder Club la gagne devant Minerva Amsterdam et le club allemand Ludwigshafener Ruder Verein. Les deux finales sont considérées comme des finales olympiques. Le huit du Vesper Boat Club de Philadelphie, champion des États-Unis en 1900, est le seul équipage non-européen des compétitions d'aviron. Il remporte facilement sa course devant le Royal Club Nautique de Gand et Minerva Amsterdam,.

#### Cricket

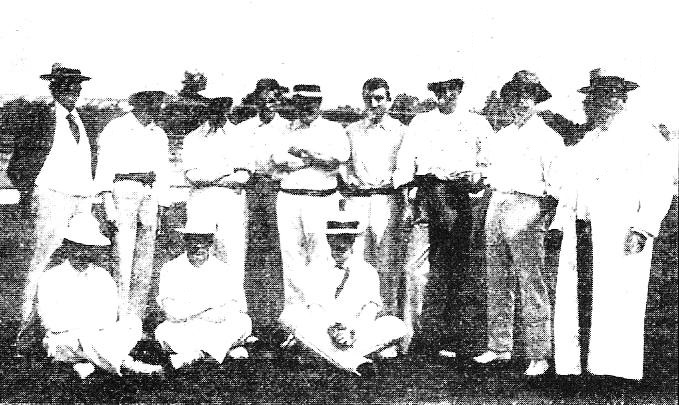
L'équipe de cricket qui représente la France.

Le cricket fait partie du programme des Jeux olympiques de 1896 mais l'épreuve est annulée à cause du manque de participants. En 1900, trois matchs sont prévus : France – Belgique, France – Pays-Bas et France – Grande-Bretagne. Seul le troisième a lieu car les Néerlandais ne trouvent pas suffisamment de joueurs et les Belges n'envoient pas d'équipe. Ce match, le seul de l'histoire du cricket aux Jeux olympiques, a lieu les 19 et 20 août au vélodrome de Vincennes. La Grande-Bretagne est représentée par les Devon & Somerset Wanderers et la France par douze joueurs sélectionnés parmi deux clubs membres de l'Union des sociétés françaises de sports athlétiques qui sont pour la plupart des Britanniques expatriés en France. C'est pour ce motif qu'en 2021 le CIO décernera finalement la médaille d'argent remportée par l'équipe de France à l'Équipe mixte. Ce sport peu populaire en France et décrit par La Vie au grand air comme « sans couleurs au non-initié » attire très peu de spectateurs. Les scores sont les suivants : 117 et 145/5 pour la Grande-Bretagne ; 78 et 26 pour la France. Les Britanniques gagnent donc très largement avec une avance de 158 courses.

#### Croquet

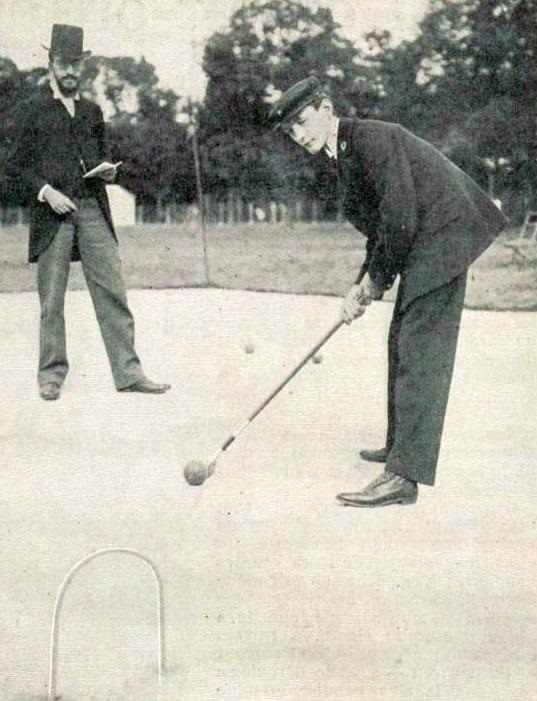
Un joueur pendant le tournoi de croquet.

Les compétitions de croquet ont lieu les week-ends entre le 24 juin et le 15 août sur la pelouse de Madrid dans le bois de Boulogne. Ce programme dissuade les joueurs provinciaux et étrangers de participer au concours ; une douzaine de Parisiens seulement (dont trois femmes) y prennent part. Un amateur anglais, probablement le seul spectateur payant, fait le déplacement depuis Nice pour assister à la première journée,. C'est la seule apparition de ce sport aux Jeux olympiques mais le roque, une variante du croquet, fait partie du programme en 1904.
Quatre épreuves sont disputées : le championnat simple à une boule par point, le championnat simple par camps (deux boules contre deux boules), le championnat double et le handicap simple à deux boules. Les trois premières sont considérées comme olympiques. L'épreuve à une boule se joue sur plusieurs tours à élimination ; elle est remportée par Gaston Aumoitte devant Georges Johin et Chrétien Waydelich. Chrétien Waydelich gagne le concours à deux boules devant Maurice Vignerot, vainqueur de l'épreuve avec handicap, et Jacques Sautereau. Seuls les noms des vainqueurs du championnat double sont connus : il s'agit des deux premiers de l'épreuve à une boule, Gaston Aumoitte et Georges Johin.

#### Cyclisme

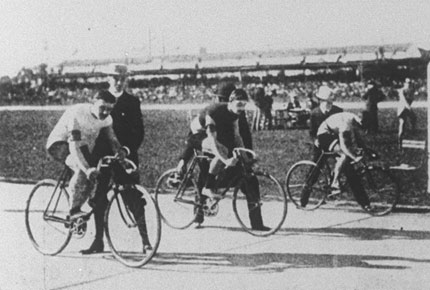
La finale de l'épreuve de vitesse.

Les épreuves cyclistes, appelées « courses vélocipédiques », ont lieu dans le vélodrome de Vincennes entre le 9 et le 16 septembre. Les courses professionnelles de ce sport très populaire à l'époque comprennent le 1 000 mètres, le 2 000 mètres, le 100 kilomètres, le 100 milles (160 kilomètres) et le Bol d'or couru sur 24 heures. Maurice Garin, futur vainqueur du premier Tour de France en 1903, termine troisième du Bol d'or,. Trois courses sont réservées aux amateurs et donc considérées comme olympiques : la vitesse individuelle, la course aux points et les 25 kilomètres,. Selon Bill Mallon, 72 cyclistes (dont 59 Français) venant de six pays y prennent part.
La vitesse se court en quatre tours de compétition sur une distance de 1 000 mètres. Le Français Albert Taillandier gagne la finale avec un temps de 2 min 52 s devant son compatriote Fernand Sanz et l'Américain John Henry Lake, deuxième lors des Championnats du monde de cyclisme sur piste 1900 qui ont eu lieu à Paris en août. La course aux points a une longueur de 5 kilomètres ; des points sont attribués aux trois premiers à chaque tour. L'Italien Enrico Brusoni gagne cinq des dix sprints et remporte la course en 7 min 9 s avec 21 points, devant l'Allemand Karl Duill et le Français Louis Trousselier (9 points chacun). Trousselier est notamment le futur vainqueur du Tour de France 1905. Louis Bastien, champion du monde sur 100 kilomètres et grand favori du 25 kilomètres, remporte facilement la course en 25 min 36 s 2. Il devance le Britannique Lloyd Hildebrand et Auguste Daumain.

#### Escrime

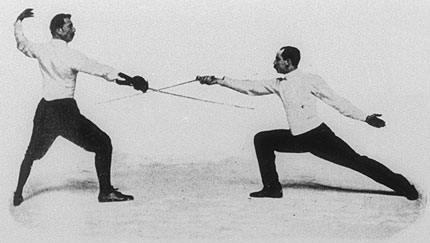
Le combat entre Italo Santelli (à gauche) et Jean-Baptiste Mimiague pendant l'épreuve des maîtres au fleuret.

Selon les règles décidées lors du Ier Congrès olympique en 1894, l'escrime est la seule discipline olympique à laquelle les professionnels peuvent participer. Les sept épreuves organisées à Paris sont donc considérées comme olympiques : une épreuve amateur et une pour les professeurs dans chaque arme (fleuret, épée et sabre), et une finale à l'épée entre les meilleurs professeurs et amateurs. L'escrime est un des sports les plus populaires en France à l'époque et c'est la discipline olympique qui réunit le plus d'athlètes en 1900 : 258 dont 47 étrangers venant de 18 pays,.
Les concours de fleuret ouvrent le programme des concours sportifs le 14 mai. Ils sont disputés dans la salle des fêtes de l'Exposition sur le Champ-de-Mars. Lors du tournoi amateur, des séries permettent de qualifier 8 des 54 escrimeurs pour la finale lors de laquelle chacun d'entre eux affronte les sept autres. Le capitaine Émile Coste remporte la compétition avec six victoires, devant Henri Masson (cinq) et Marcel Boulenger (quatre). Pendant le tour final du tournoi des maîtres, Lucien Mérignac et Alphonse Kirchhoffer ont chacun six victoires ; ils disputent donc un match de barrage remporté par Mérignac. Jean-Baptiste Mimiague termine au troisième rang.
Les concours d'épée ont lieu en plein air, sur la terrasse du Jeu de paume au jardin des Tuileries, ou dans des tentes les jours de pluie. Après les séries éliminatoires, les trois meilleurs de chacune des trois demi-finales disputent une poule finale. Ramón Fonst, un Cubain de 16 ans qui a grandi en France, la termine à égalité avec Louis Perrée (deux touches chacun). Après une touche invalidée par le jury de chaque côté, Fonst contre une attaque de Perrée et remporte le barrage. La troisième place revient à Léon Sée,. Albert Ayat, le professeur de Fonst, remporte le concours des maîtres devant Gilbert Bougnol et Henri Laurent. Les quatre meilleurs amateurs et les quatre meilleurs maîtres s'affrontent ensuite dans une poule finale. Albert Ayat obtient la première place devant son élève Ramón Fonst et Léon Sée.
Finalement, les concours au sabre ont lieu dans la salle des fêtes de l'Exposition. Vingt-trois escrimeurs dont treize étrangers prennent part au concours amateur. Le comte Georges de La Falaise remporte la compétition en gagnant six de ses sept matchs du tour final, devant Léon Thiébaut qui en gagne cinq. L'Autrichien Siegfried Flesch termine au troisième rang. Deux Italiens obtiennent les deux premières places du tournoi des maîtres : Antonio Conte, professeur à Paris, et Italo Santelli qui enseigne à Budapest. L'Autrichien Milan Neralić est troisième.

#### Équitation

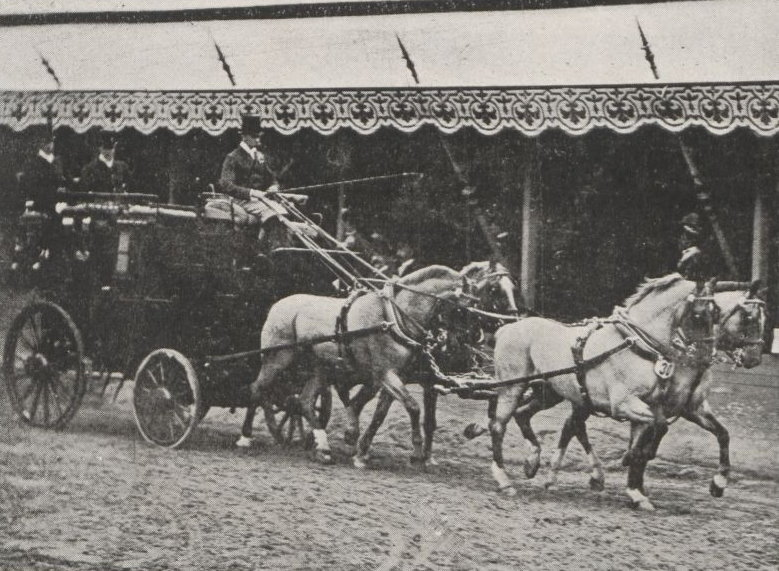
Un attelage à quatre chevaux lors de la présentation.

Les concours hippiques sont organisés du 29 mai au 2 juin par la Société hippique française sur la place de Breteuil à Paris,. Cinq épreuves sont organisées : le saut d'obstacles, le saut en hauteur et le saut en longueur reconnus par le CIO ainsi que l'attelage à quatre chevaux et le prix international de selle, non reconnus par le CIO mais considérés comme olympiques par Bill Mallon et David Wallechinsky,. Selon Mallon, 48 athlètes (dont une femme) venant de huit pays participent aux épreuves. La Grande-Bretagne n'est pas représentée car ses cavaliers sont impliqués dans la seconde guerre des Boers.
L'épreuve de saut d'obstacles a lieu sur un parcours de 850 mètres composé de 22 obstacles dont un double saut, un triple saut et une rivière large de 4 mètres. Trois cavaliers effectuent un parcours sans faute et sont départagés au temps : l'officier de lancier belge Aimé Haegeman et son cheval Benton II remportent le concours, alors que le Belge Georges van der Poele et son cheval Windsor Squire sont deuxièmes et le lieutenant instructeur de cavalerie français Louis de Champsavin et sa jument Terpsichore troisièmes. Les épreuves du saut en longueur et du saut en hauteur apparaissent pour la première et la dernière fois aux Jeux olympiques. Le saut en longueur (ou saut en largeur) se fait par-dessus une rivière. L'officier belge Constant van Langhendonck et sa jument Extra Dry remportent le premier prix grâce à un saut de 6,10 m. Le comte italien Gian Giorgio Trissino et son cheval Oreste atteignent 5,70 m et le Français Jacques de Prunelé sur Tolla franchit 5,30 m tandis que les autres cavaliers ne dépassent pas 4,90 m. Lors du saut en hauteur, deux cavaliers franchissent la barre de 1,85 m et se partagent la première place : le Français Dominique Gardères et son cheval Canella et Gian Giorgio Trissino sur Oreste. Le Belge Georges van der Poele, qui franchit 1,70 m avec son cheval Ludlow, obtient la troisième place,. Le prix international de selle, où les chevaux passent devant le jury à différentes allures et sont jugés sur leur apparence et leur démarche, est remporté par le prince Louis-Napoléon Murat et son pur-sang anglais Général. Le deuxième prix est attribué à Victor Archenoul et à sa jument Ritournelle, alors que le marquis Robert de Montesquiou et son poney Grey Leg obtiennent le troisième prix,. Le concours d'attelage consiste en une présentation de voitures attelées à quatre chevaux. Les premiers prix sont remis à trois équipages ayant un niveau très proche : dans l'ordre ceux du Belge Georges Nagelmackers et des Français Léon Thome et Jean de Neuflize.

#### Football

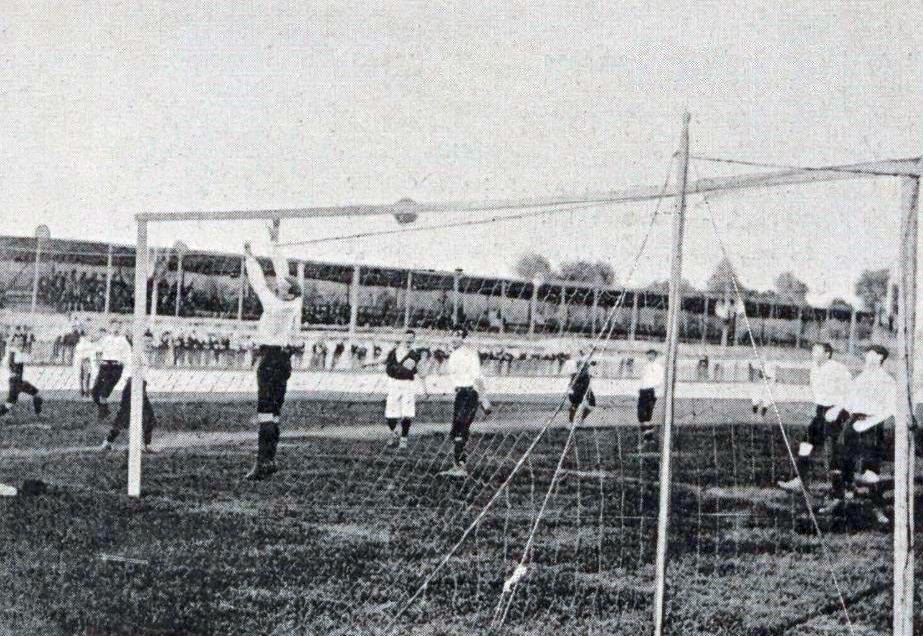
Le match entre les équipes française et britannique.

Quatre matchs de football, sport appelé à l'époque « football-association », sont prévus sur la pelouse du vélodrome de Vincennes : une équipe française doit affronter successivement une équipe suisse, une équipe belge, une équipe allemande et une équipe anglaise. Mais les Suisses et les Allemands n'envoient pas d'équipe à Paris, et seules trois équipes en tout se présentent. L'Union des sociétés françaises de sports athlétiques choisit le Club français, champion de Paris, pour représenter la France. Deux matchs ont finalement lieu. Le Club français affronte devant 500 spectateurs l'Upton Park Football Club qui représente la Grande-Bretagne. Les Anglais remportent la partie par quatre buts à zéro, dont deux marqués par J. Nicholas avant sa sortie pour une entorse à la cheville. La Belgique est représentée par une sélection d'étudiants venant de différentes universités du pays, notamment de Bruxelles, et la plupart d'entre eux se rencontrent pour la première fois. Le Club français bat la sélection belge sur le score de 6-2 devant 1 500 spectateurs. Aucun classement concernant les matchs de football n'apparaît dans le rapport des concours sportifs de l'Exposition. Le club français est le seul à avoir joué deux matchs, les Britanniques et les universitaires belges ne s'étant même pas affrontés. Pourtant, un podium olympique sera établi plus tard : le club britannique est considéré vainqueur devant le Club français et la sélection belge (qui compte également un joueur britannique),.

#### Golf

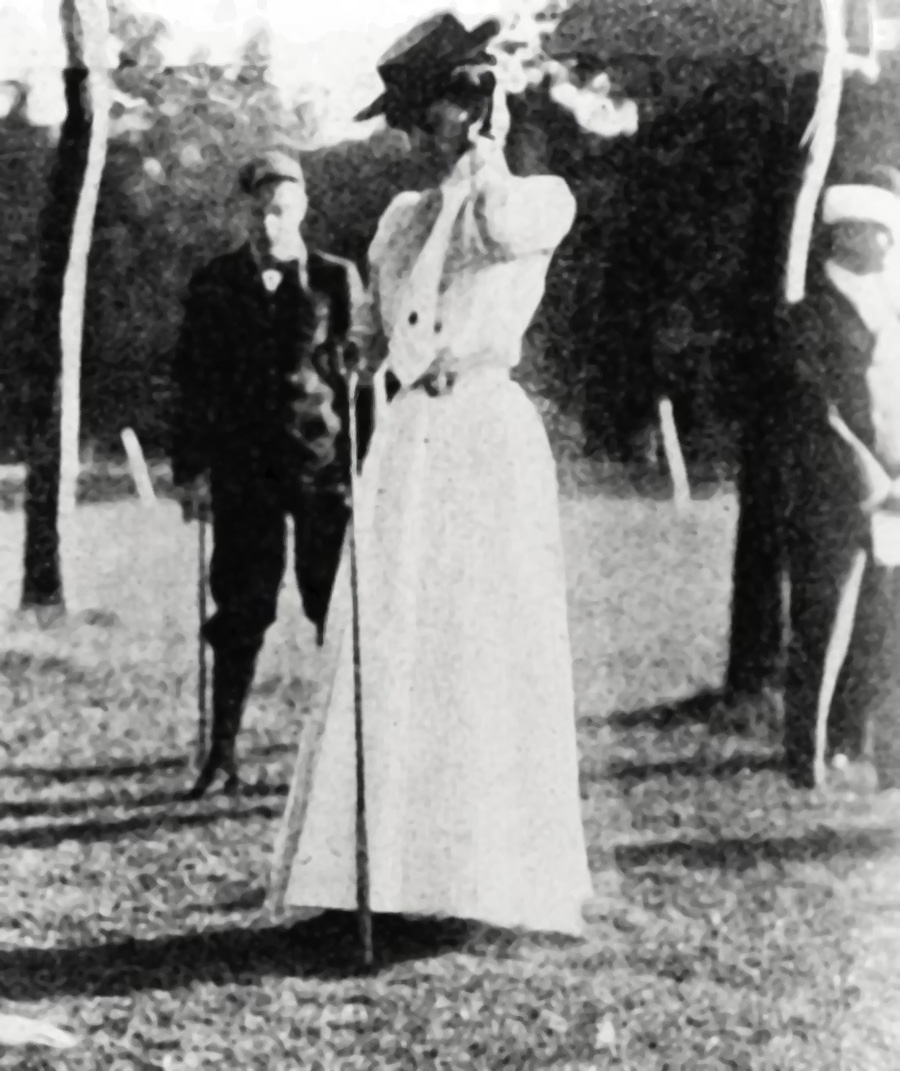
L'Américaine Margaret Abbott qui remporte le tournoi féminin.

Les épreuves de golf sont organisées au golf de Compiègne dans l'Oise car il n'y a pas de terrain plus proche de Paris. Les spectateurs viennent pour la plupart de l'étranger. Trois épreuves sont au programme : le tournoi masculin d'amateurs (appelé « Grand prix de l'Exposition de 1900 »), le tournoi féminin (« Prix de la ville de Compiègne ») et le « Handicap d'amateurs » pour les hommes, non reconnu comme olympique.
Le tournoi masculin a lieu le 2 octobre et réunit douze golfeurs. L'Américain Charles Sands, du club de Saint Andrews à Yonkers (New York), termine les deux manches en 167 coups et remporte la compétition. Il participe également à l'épreuve olympique de tennis. L'Écossais Walter Rutherford du club de Jedburgh est deuxième avec 168 coups et l'Anglais David Robertson membre du club de Troon prend la troisième place avec 175 coups,. Le lendemain, le tournoi féminin réunit dix participantes. L'Américaine Margaret Abbott du club de Chicago gagne le concours en terminant le parcours de neuf trous en 47 coups. Elle est venue à Paris en 1899 avec sa mère Mary Abbott, qui termine septième du tournoi, pour étudier l'art. Plus tard, elle explique sa victoire par le fait que « toutes les Françaises avaient apparemment mal compris la nature du jeu prévu ce jour-là et sont venues en hauts talons et jupes serrées ». Elle meurt en 1955 sans savoir qu'elle a remporté le tournoi olympique, ni qu'elle est la première championne olympique américaine de l'histoire. Elle restera la seule médaillée d'or de son sport jusqu'au retour du tournoi féminin de golf au programme olympique à Rio en 2016. Pauline Whittier, une Américaine de Boston qui étudie à Saint-Moritz en Suisse, est deuxième avec un score de 49 coups. La troisième place revient à Daria Pratt (53 coups), une Américaine membre du club de Dinard en Bretagne.

#### Gymnastique

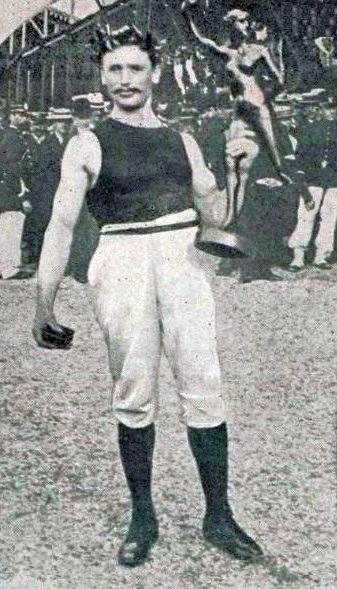
Gustave Sandras, champion olympique de gymnastique, avec son prix.

Au cœur de l'éducation sportive de la Troisième République, la gymnastique est, selon Jules Ferry, « l'avant-garde pacifique de la patrie en arme ». Les concours sont disputés au vélodrome de Vincennes,. La vingt-sixième fête fédérale de l'Union des sociétés de gymnastique de France réunit 8 050 participants les 3 et 4 juin,. Un défilé des gymnastes a lieu le 3 juin dans le vélodrome. Le Championnat international a lieu les 29 et 30 juillet et le concours de l'Association des sociétés de gymnastique de la Seine est organisé le 2 septembre.
Le Championnat international compte 135 participants dont 108 Français. Il se dispute sur 16 épreuves : la barre horizontale, les barres parallèles, les anneaux, le cheval d'arçon et l'exercice au sol (à chaque fois un exercice imposé et un exercice libre) ainsi que le saut de cheval, le saut en hauteur, le saut en longueur, le saut à la perche, la montée à la corde et le lever de pierre. Chaque épreuve peut rapporter 20 points, ce qui donne un maximum de 320 points. Le Français Gustave Sandras remporte le concours avec 302 points devant ses compatriotes Noël Bas (295) et Lucien Démanet (293). Après les Jeux de 2016, Sandras est toujours le seul Français champion olympique de gymnastique dans le concours général individuel,.

#### Natation
Les épreuves de natation sont organisées sur la Seine entre Courbevoie et Asnières. Elles attirent au total 183 nageurs venus de 14 pays dont 66 étrangers. Parmi eux on compte 16 plongeurs suédois effectuant des démonstrations et 24 professionnels participant à la seule course qui leur est réservée, un 4 000 mètres. Les sept autres épreuves sont réservées aux amateurs et reconnues comme olympiques ; Bill Mallon y a recensé 78 participants connus venant de 12 pays,. Des séries de six nageurs sont organisées et les chronométreurs et juges suivent les concurrents en utilisant des bateaux ou des barques. Jusqu'à 5 000 spectateurs assistent aux compétitions.

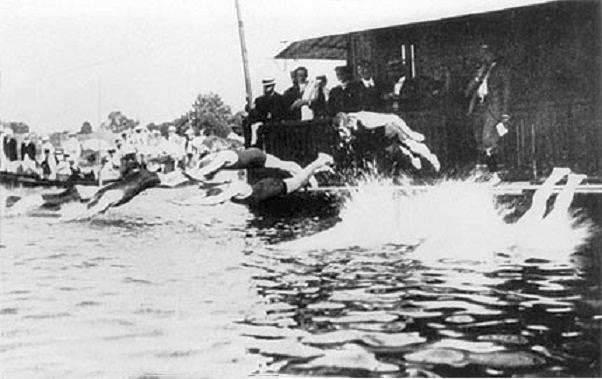
Le départ du 4000 mètres nage libre.

Les concurrents du 200 mètres nage libre obtiennent des temps très rapides pour l'époque car ils nagent dans le sens du courant. L'épreuve est remportée par l'Australien Frederick Lane devant le Hongrois Zoltán von Halmay, qui utilise une nouvelle technique proche du crawl. Lors du 200 mètres par équipes, les participants parcourent la distance en même temps et des points sont attribués à chaque équipe selon le classement de ses cinq nageurs. Les Britanniques de l'Osborne Swimming Club, favoris, sont disqualifiés car ils arrivent en retard. L'équipe berlinoise remporte la compétition devant les Tritons lillois et les Pupilles de Neptune de Lille,. Le Britannique John Arthur Jarvis, favori du 1 000 mètres nage libre, remporte facilement la course avec plus d'une minute d'avance sur l'Autrichien Otto Wahle et Zoltán von Halmay. Il gagne également le 4 000 mètres nage libre amateurs avec cette fois plus de dix minutes d'avance sur ses poursuivants. Zoltán von Halmay, deuxième, gagne sa troisième médaille et le Français Louis Martin obtient la troisième place. L'Allemand Ernst Hoppenberg remporte le 200 mètres dos devant l'Autrichien Karl Ruberl alors que le favori, le Britannique Robert Crawshaw, ne termine pas la course. Lors du 200 mètres avec obstacles, les nageurs doivent franchir une barre horizontale, passer par-dessus une rangée de bateaux et nager sous une autre rangée de bateaux. Le vainqueur du 200 mètres nage libre, Frederick Lane, traverse l'arrière des bateaux où le passage est plus facile qu'au milieu et s'impose avec une petite avance sur Otto Wahle. Lors de l'épreuve du parcours sous l'eau, les participants doivent plonger et nager le plus loin et le plus longtemps possible en restant sous la surface de l'eau. Deux points sont attribués pour chaque mètre parcouru en ligne droite et un point pour chaque seconde. Deux membres des Tritons de Lille, Charles Devendeville et André Six, obtiennent les premières places avec respectivement 188,4 et 185,4 points. Le Danois Peder Lykkeberg, qui termine au troisième rang, a parcouru une distance plus grande mais a reçu moins de points car son tracé n'était pas rectiligne. Trois de ces sept épreuves (le 200 mètres par équipes, la course d'obstacles et le parcours sous l'eau) font leur seule apparition aux Jeux olympiques.

#### Pelote basque

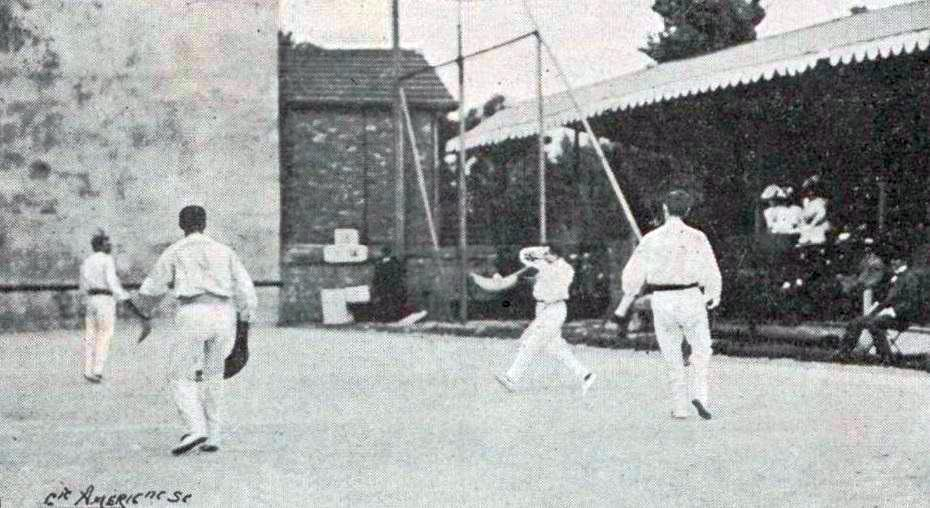
Le concours professionnel de pelote basque.

Les concours de pelote basque, un réservé aux amateurs et un pour les professionnels, sont prévus sur le terrain de la Société du Jeu de pelote à Neuilly-sur-Seine. Une équipe française venant de Cambo (Basses-Pyrénées) et deux équipes madrilènes s'affrontent dans le tournoi professionnel qui attire jusqu'à mille spectateurs. Une équipe française et une équipe espagnole s'inscrivent au tournoi amateur, mais les Français se retirent avant la compétition. Le premier prix est tout de même remis à Francisco Villota, de Madrid, et José de Amézola, de Bilbao,. Ils sont reconnus 104 ans plus tard comme les premiers champions olympiques espagnols. Les Français, Maurice Durquetty et Etchegaray, sont considérés comme les médaillés d'argent,.

#### Polo

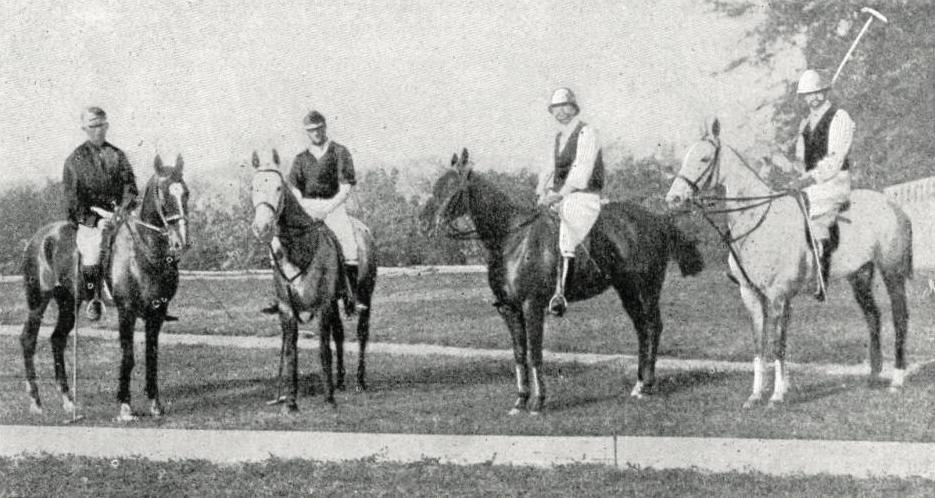
Le Bagatelle Polo Club de Paris, médaillé de bronze.

Les épreuves de polo sont disputées sur le terrain du Bagatelle Polo Club de Paris entre le 28 mai et le 11 juin. Plusieurs compétitions internationales sont organisées, les participants étant regroupés selon leur niveau. Cinq équipes participent au grand prix international de l'Exposition reconnu comme le tournoi olympique. Les Foxhunters Hurlingham battent le Compiègne Polo Club en quart de finale (10-0), le Bagatelle Polo Club de Paris en demi-finale (6-4) et le Polo Club Rugby en finale (3-1). L'équipe vainqueur est composée de joueurs britanniques et américains. Les joueurs du Polo Club Rugby, qui perd la finale après une victoire sur le score de 8-0 contre une équipe mexicaine en demi-finale, sont britanniques, américains et français. La troisième place est partagée entre le Bagatelle Polo Club de Paris (France et Grande-Bretagne) et l'équipe mexicaine,,.

#### Rugby

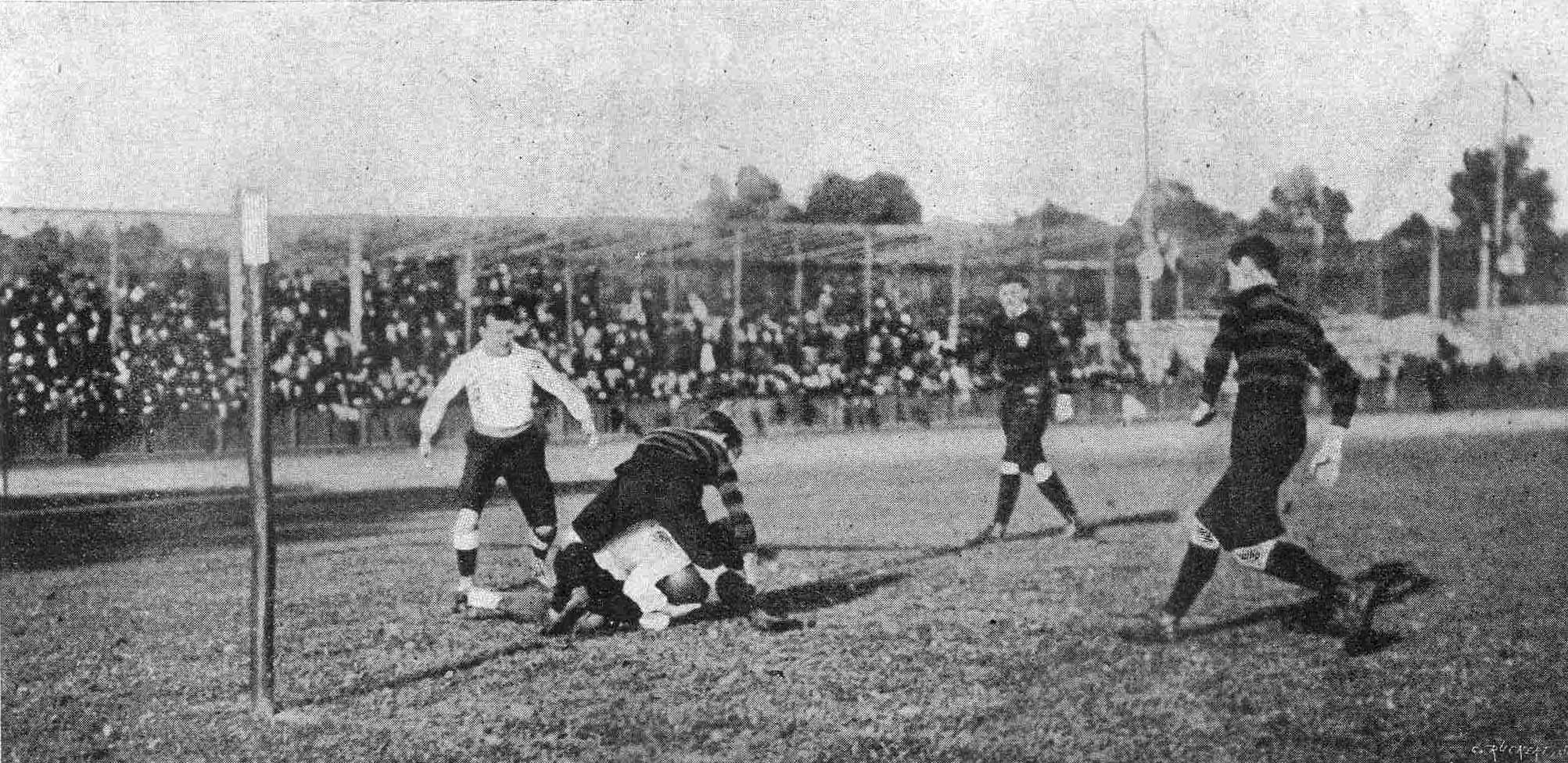
Le match entre la France et l'Allemagne.

Trois matchs de rugby à XV, appelé à l'époque « football rugby », sont prévus au vélodrome de Vincennes : France – Allemagne, Grande-Bretagne – Allemagne et France – Grande-Bretagne. La partie entre la Grande-Bretagne et l'Allemagne n'a cependant pas lieu car les équipes ne peuvent pas rester à Paris pendant les quinze jours nécessaires. L'équipe de l'Union des sociétés françaises de sports athlétiques, composée de joueurs venant de différents clubs du pays, représente la France. L'équipe allemande est celle du Fußballclub Frankfurt et les Moseley Wanderers représentent la Grande-Bretagne,.
Devant 2 519 spectateurs payants, la France bat l'Allemagne le 14 octobre sur le score de 27–17. Le journaliste Frantz Reichel joue notamment avec l'équipe française. Le match entre les Français et les Anglais, qui a lieu le 28 octobre, est la dernière compétition des Jeux olympiques de 1900. Il est joué devant 6 000 spectateurs dont 4 389 payants. Les Anglais, qui arrivent à Paris le matin même après avoir joué à Birmingham la veille, perdent sur le score de 27-8,. Selon le palmarès olympique, la France est médaillée d'or et les Anglais et les Allemands médaillés d'argent,. Un joueur français d'origine haïtienne, Constantin Henriquez, est le premier participant noir connu aux Jeux olympiques.

#### Tennis

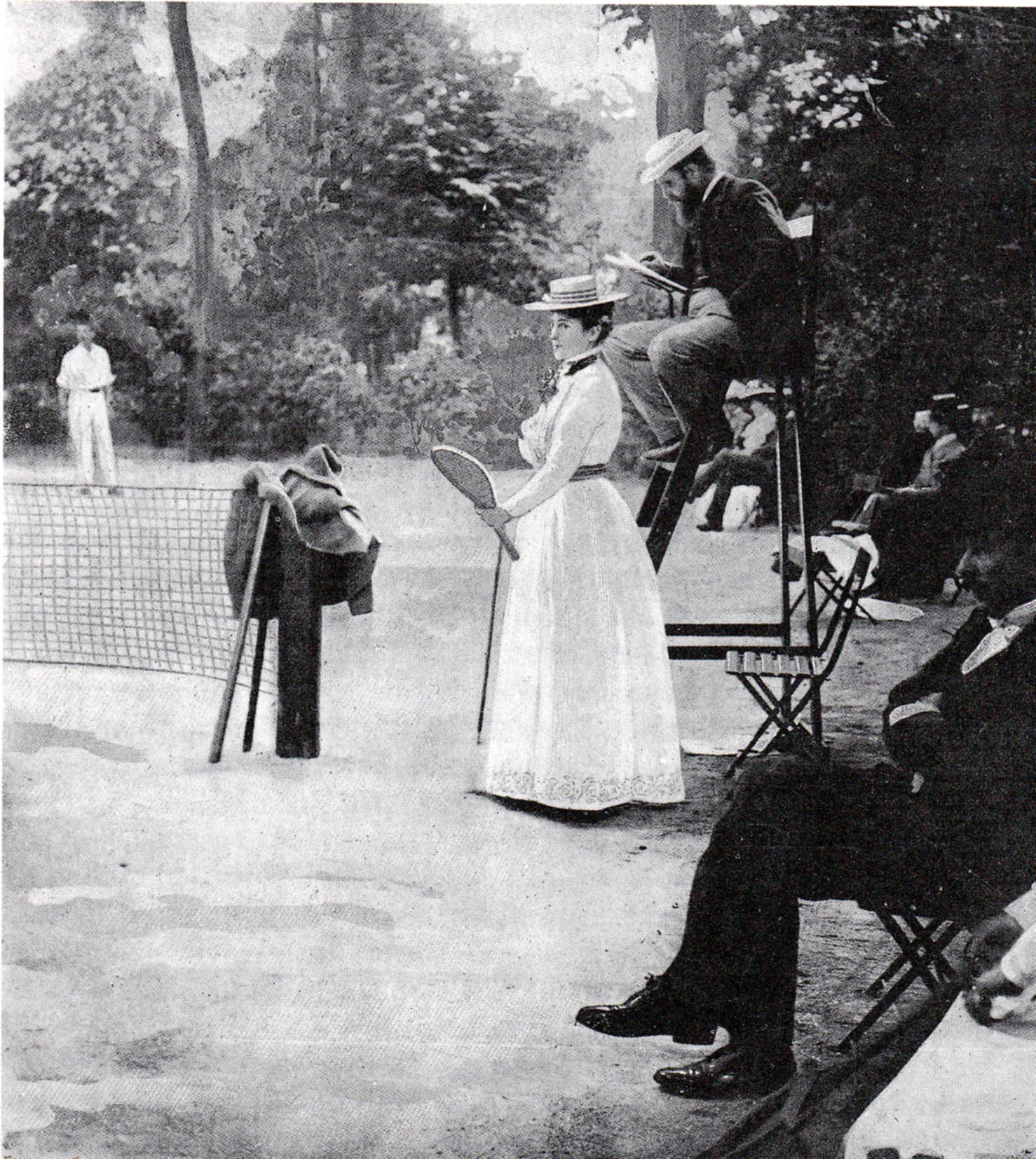
La Française Antoinette Gillou qui participe au double mixte.

Les tournois de tennis, appelé à l'époque « lawn-tennis », sont organisés sur les terrains de la société de sports de l'île de Puteaux fondée en 1886. Le lieu est défini cinq jours avant le début des compétitions quand les terrains du Cercle du bois de Boulogne choisis initialement sont jugés insuffisants. Quatre tournois amateurs, un tournoi professionnel et six tournois avec handicap ont lieu à partir du 6 juillet. Les joueurs britanniques remportent les quatre tournois amateurs sans handicap qui réunissent 26 participants venus de quatre pays,.
Les frères Doherty sont les favoris du simple messieurs : Reginald a gagné Wimbledon de 1897 à 1900 alors que Lawrence fera de même de 1902 à 1906. Ils se retrouvent en demi-finale. Comme ils n'acceptent de s'affronter que lors des tournois majeurs, Reginald déclare forfait et laisse Lawrence accéder à la finale. Ce dernier y bat l'Irlandais Harold Mahony, qui avait battu en demi-finale le Britannique Arthur Norris,. Les frères Doherty disputent ensemble le double messieurs. Après avoir éliminé Mahony et Norris en demi-finale, ils gagnent facilement la finale contre une paire composée de l'Américain Basil de Garmendia et du Français Max Decugis sur le score de 6-1, 6-1, 6-0. Lors des demi-finales du simple dames, la Britannique Charlotte Cooper qui a déjà remporté trois fois Wimbledon élimine la championne des États-Unis 1899 Marion Jones alors que Yvonne Prévost, considérée comme la meilleure joueuse française, bat la Bohémienne Hedwig Rosenbaum. Cooper remporte la finale contre Prévost sur le score de 6-1, 6-4 et devient la première femme championne olympique dans une épreuve individuelle. Reginald Doherty et Charlotte Cooper dominent le double mixte, gagnant la finale contre Harold Mahony et Hélène Prévost.

#### Tir

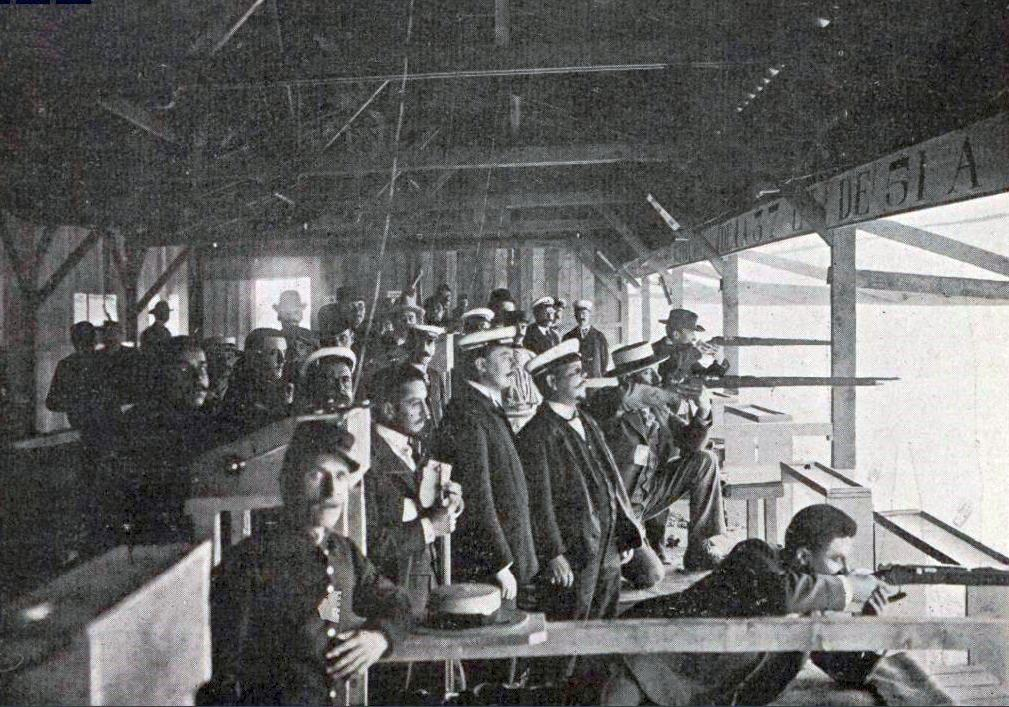
Un stand de tir semi-couvert à Satory pendant les concours.

Les épreuves de tir aux armes de guerre (pistolet et carabine) se disputent au camp militaire de Satory, à Versailles. L'Union des sociétés de tir de France y construit les infrastructures nécessaires sur un terrain prêté par l'armée. Le « concours international de tir et 7e concours national » compte 38 épreuves réparties en 24 catégories numérotées (dont 19 ouvertes aux étrangers) et deux catégories supplémentaires. Le nombre de participants atteint 6 351, dont 869 militaires français et 251 tireurs étrangers. Beaucoup participent à la cible populaire, une épreuve gratuite et ouverte à tous. L'objectif des concours est notamment de juger le niveau moyen des tireurs français,. Le concours de ball-trap (tir au fusil de chasse sur pigeons d'argile ou fosse olympique) a lieu au stand de la Société du fusil de chasse de l'île Seguin à Billancourt ; il réunit 36 participants pour le concours national et 51 pour le concours international. Le concours de tir aux pigeons vivants est organisé au bois de Boulogne par le Cercle du tir aux pigeons. Les 198 participants inscrits abattent plus de 300 pigeons,. Neuf épreuves (dont le ball-trap mais pas le tir aux pigeons vivants) sont reconnues par le Comité international olympique ; les Suisses en remportent cinq et les Français trois. Bill Mallon compte 72 participants olympiques venant de neuf pays différents. C'est la seule fois que certaines des épreuves olympiques de tir comptent également comme Championnats du monde.
Trois épreuves de tir au pistolet apparaissent au palmarès olympique. Le tir à 25 mètres feu rapide (60 coups) est dominé par les Français : Maurice Larrouy, Léon Moreaux et Eugène Balme obtiennent les trois premières places. Au tir à 50 mètres (60 coups), le Suisse Karl Conrad Röderer gagne le premier prix grâce à ses 503 points sur 600 possibles. Il devance le Français Achille Paroche (466 points) et le Suisse Konrad Stäheli (453 points). La Suisse remporte également le tir à 50 mètres par équipe : ses cinq tireurs obtiennent un total de 2 271 points sur 3 000 possibles. La France est deuxième avec 2 203 points et les Pays-Bas troisièmes avec 1 876 points. Cinq épreuves de tir à la carabine sont considérées comme olympiques. Lors de l'épreuve par équipes du tir à 300 mètres trois positions, les cinq participants de chaque équipe tirent 40 fois couché, 40 fois à genoux et 40 fois à genoux ce qui donne un total de 6 000 points possibles. La Suisse est première avec 4 399 points, devant la Norvège (4 290 points) et la France (4 278 points). Le Suisse Emil Kellenberger remporte le tir trois positions devant le Danois Anders Peter Nielsen, qui a battu Kellenberger au tir couché mais moins bien réussi le tir debout. Le Norvégien Ole Østmo et le Belge Paul van Asbroeck obtiennent le troisième prix. Des classements pour chaque position sont établis à partir des mêmes résultats. Les scores du tir couché sont serrés : le Français Achille Paroche est premier avec 332 points sur 400 possibles alors qu'Anders Peter Nielsen est deuxième avec 330 points et le Norvégien Ole Østmo troisième avec 329 points. Déjà vainqueur des deux épreuves par équipe et troisième au tir du pistolet à 50 mètres, Konrad Stäheli remporte l'épreuve de tir à la carabine à genoux avec un total de 324 points. Emil Kellenberger et Anders Peter Nielsen, qui obtiennent 314 points, se partagent la deuxième place. Le Danois Lars Jørgen Madsen remporte le tir debout devant Ole Østmo et le Belge Charles Paumier du Verger. Lors du ball-trap, le Français Roger de Barbarin et le Belge René Guyot atteignent chacun 17 cibles sur 20. Ils disputent donc un barrage qui est remporté par Roger de Barbarin. Le Français Justinien Clary est troisième bien qu'il ait également obtenu 17 points.

#### Tir à l'arc

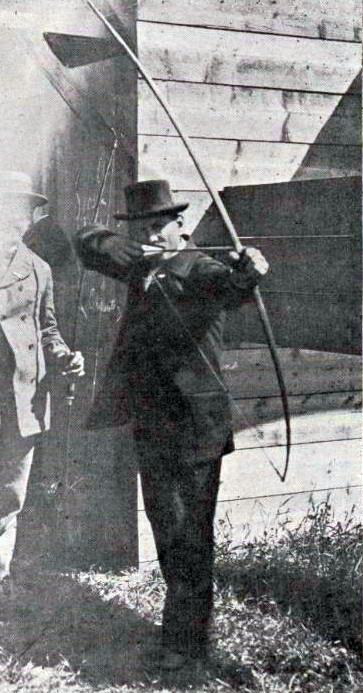
Un participant aux épreuves de tir à l'arc.

Après une parade officielle qui permet à 1 723 délégués représentant les compagnies d'arc et d'arbalète de défiler dans Paris le 27 mai, les épreuves de tir à l'arc ont lieu du 28 mai au 20 août dans l'ancien vélodrome de Vincennes, situé à proximité du nouveau. Cet emplacement a le désavantage d'être exposé au vent. Les concours réunissent 5 254 tireurs dont 200 étrangers venus de Belgique et des Pays-Bas. Cependant, seuls 17 d'entre eux sont connus (treize Français et quatre Belges). À l'exception du Championnat du monde qui n'oppose que deux tireurs, le Comité international olympique reconnaît les six épreuves auxquelles des étrangers ont participé, ce qui exclut le Championnat de France, le Championnat des sociétés et le tir à l'arbalète,,.
Les médaillés du tir au chapelet et du tir au cordon doré à 33 mètres sont identiques : le Belge Hubert Van Innis devance les Français Victor Thibault et Frédéric Petit. Le podium du tir au chapelet à 50 mètres dominé par Eugène Mougin est entièrement français, alors que lors du tir au cordon à 50 mètres le Français Henri Hérouin devance Hubert Van Innis et le Français Émile Fisseux. Le concours du tir à la perche, épreuve populaire dans le Nord de la France et en Belgique, consiste à viser des cibles situées au sommet d'un mat. Deux épreuves de ce type sont disputées : le Belge Emmanuel Foulon remporte le concours à la herse et le Français Émile Grumiaux le concours à la pyramide. Finalement, le Championnat du monde oppose les deux meilleurs archers du tir au chapelet et au cordon doré : au tir au berceau (à la cible), Henri Hérouin domine Hubert Van Innis. Cette épreuve considérée comme olympique par Bill Mallon n'est pas reconnue par le CIO,.

#### Tir à la corde

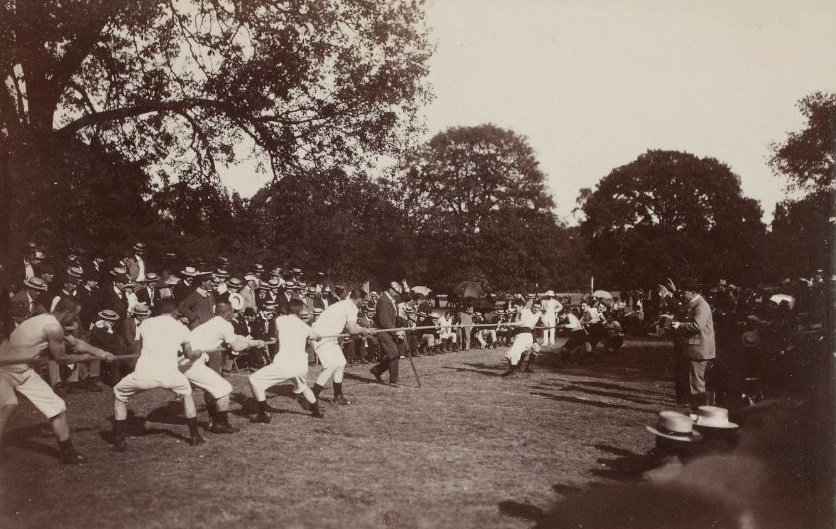
L'équipe scandinave vainqueur du Racing Club de France, au tir à la corde.

L'épreuve de tir à la corde (ou lutte à la corde) est organisée avec les compétitions d'athlétisme à la Croix-Catelan. Deux équipes s'inscrivent : la France, représentée par le Racing Club de France, et les États-Unis. Cependant, les Américains déclarent forfait car trois membres de leur équipe participent au même moment au lancer du marteau. Ils sont remplacés par des athlètes suédois et danois qui décident au dernier moment de former une équipe commune. Les Scandinaves remportent assez facilement les deux manches. À la fin de la journée, les Américains affrontent les Scandinaves hors compétition. Après avoir remporté la première manche, les Américains sont en train de perdre la deuxième quand certains de leurs compatriotes se trouvant dans le public commencent à tirer la corde pour les aider. Les officiels interviennent ensuite pour éviter une bagarre entre les deux équipes,.

#### Voile
Deux sites différents sont utilisés pour les compétitions de voile. Les courses pour les bateaux de moins de 10 tonneaux, répartis en cinq catégories, ont lieu sur le plan d'eau du Cercle de la voile de Paris sur la Seine à Meulan. Les courses pour les voiliers plus gros, répartis en deux catégories, sont organisées par la Société des régates du Havre et ont lieu en mer. Les bateaux sont classés selon la jauge Godinet qui est en vigueur depuis 1892. D'après le décompte de Bill Mallon, 97 compétiteurs (dont une femme) sont connus : 75 Français et 22 étrangers venant d'Allemagne, des États-Unis, des Pays-Bas, du Royaume-Uni et de Suisse. Pour établir le classement des courses de chaque catégorie, le temps des équipages est ajusté selon le poids de leur bateau. Ce sont donc des courses avec handicap ; l'historien David Wallechinsky ne les considère pas comme olympiques pour cette raison.

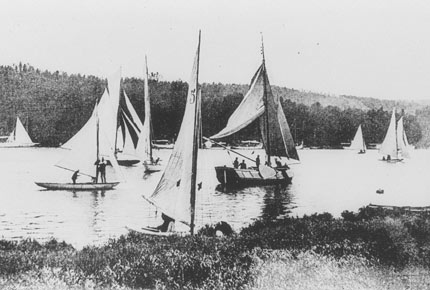
Les compétitions des bateaux légers ont lieu sur la Seine, à Meulan.

Les régates de Meulan commencent le 20 mai par la course ouverte, à laquelle tous les bateaux de moins de 10 tonneaux doivent participer pour pouvoir concourir dans leur catégorie respective les jours suivants. Soixante-cinq voiliers prennent le départ de cette course de 11 kilomètres. Le vent est si faible qu'aucun bateau n'arrive avant le délai prévu, qui est donc prolongé. Sept bateaux sont classés dont deux sont ensuite disqualifiés pour avoir utilisé un autre moyen de propulsion que leurs voiles,. La course est remportée par le bateau Scotia du Britannique Lorne Currie devant Aschenbrödel de l'Allemand Paul Wiesner et Turquoise du Français Émile Michelet. Le vent est suffisant lors des courses suivantes mais les conditions sont tout de même difficiles à cause du grand nombre de bateaux présents dans la Seine au même moment. Deux courses sont organisées pour chacune des cinq catégories. Dans certains cas le Comité international olympique les reconnaît les deux,. Les courses pour les bateaux de moins de 0,5 tonneau se font sur huit kilomètres. Tous les participants sont français. La première course est remportée par Baby de Pierre Gervais et la seconde par Fantlet d'Émile Sacré. La première course des bateaux de 0,5 à 1 tonneau, courue sur 15 kilomètres, est remportée par Aschenbrödel qui devance Scotia de 17 secondes. Le bateau allemand est cependant disqualifié pour sa jauge trop élevée (1,04 tonneau) et la première place revient aux Britanniques tandis que l'équipage français de Crabe II, arrivé avec dix minutes de retard, prend la deuxième place. Les équipages français dominent la deuxième course puisque Carabinier termine au premier rang devant Scamasaxe et Crabe II. Les courses des bateaux d'un à deux tonneaux se font sur un parcours de 19 kilomètres. Le bateau suisse Lerina, sur lequel se trouve la comtesse Hélène de Pourtalès, remporte la première course dont il est le seul participant étranger. Après avoir changé de catégorie, Aschenbrodel gagne la deuxième course devant Lerina. Sur Olle, le Britannique William Exshaw et ses coéquipiers français remportent les deux courses de deux à trois tonneaux d'une distance de 19 kilomètres devant le bateau français Favorite. Ce dernier a remporté la course 1 au temps mais a été classé deuxième selon son temps ajusté. Dans la catégorie des trois à dix tonneaux, le bateau français Fémur devance le Néerlandais Mascotte et le Français Gitana. Le bateau britannique Bona Fide, arrivé trop tard pour la première course après son transport par chemin de fer depuis Cannes, remporte facilement la deuxième course devant Favorite.

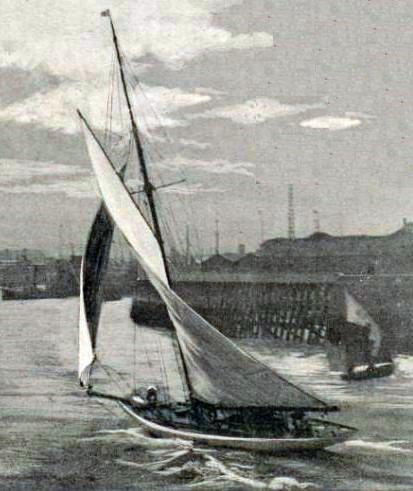
Le voilier Estérel, vainqueur de la catégorie des 10 à 20 tonneaux au Havre.

Au Havre, les courses ont lieu dès le 1er août sur une mer agitée. Le classement de la catégorie de 10 à 20 tonneaux est établi après trois courses de 22 milles marins. La deuxième manche est reportée deux fois au lendemain à cause des conditions trop mauvaises. Le bateau français Estérel remporte deux des trois manches et termine premier devant Quand-Même et le Britannique Laurea,. À cause du mauvais temps, seuls quatre des 14 équipages inscrits prennent le départ de la course des plus de 20 tonneaux. Elle se joue sur une seule manche de 40 milles marins. Les bateaux britanniques Cicely, de 96 tonneaux, et Brynhild, de 153 tonneaux, obtiennent les deux premières places. Le bateau américain Formosa dont le spinnaker a été emporté par le vent termine troisième. Le bateau Souvenance, quatrième, reçoit un prix spécial d'encouragement en tant que premier yacht français.

#### Water-polo

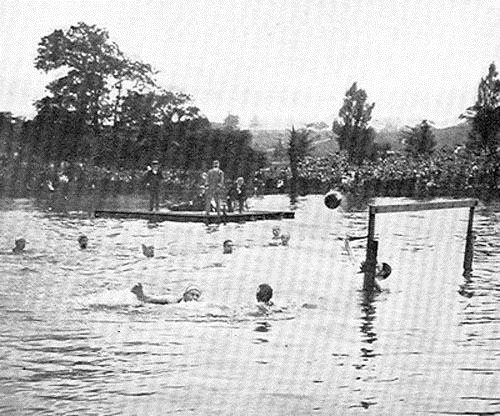
Le tournoi de water-polo dans le bassin de la Seine.

Le tournoi de water-polo, qui figure au programme des concours de natation, a lieu sur la Seine dans le bassin d'Asnières les 11 et 12 août. Sept équipes venant de quatre pays y participent, soit au total 58 nageurs,,. Au premier tour, le Osborne SC de Manchester bat largement les Tritons lillois sur le score de 12-0. La deuxième équipe des Pupilles de Neptune de Lille gagne quant à elle contre le Berliner Swimming Club (3-2) tandis que le Brussels Swimming and Water-Polo Club bat la première équipe des Pupilles de Neptune de Lille (2-0). En demi-finale, le Osborne SC élimine les Pupilles de Neptune de Lille sur le score de 10-1 alors que le Brussels SWC bat la Libellule de Paris par 5 buts à 1. La finale oppose donc le Osborne SC au Brussels SWC. Les Britanniques sont à nouveau très supérieurs à leurs adversaires et remportent le match sur le score de 7-2 tout en se permettant des passes acrobatiques et des tirs depuis le milieu du terrain,.

#### Autres disciplines
Les autres disciplines inscrites aux concours d'exercices physiques et de sports de l'Exposition universelle de 1900 ne sont pas considérées par le CIO comme des compétitions olympiques : l'automobilisme, la colombophilie, les concours de ballons, le jeu de boules, la longue paume, le motonautisme, la pêche à la ligne, le sauvetage et le tir au canon.

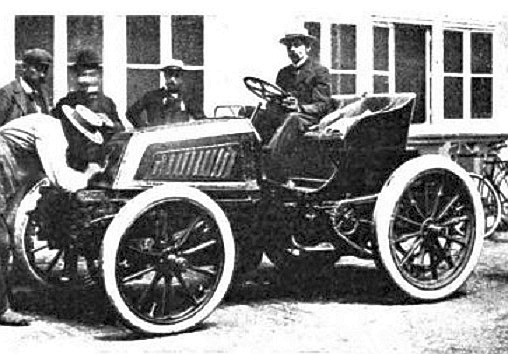
Alfred Velghe, vainqueur de la course Paris-Toulouse-Paris.

Les concours d'automobilisme se divisent en deux parties : les épreuves d'endurance et la course de vitesse. Les cinq épreuves d'endurance permettent de tester les véhicules de différentes catégories au niveau du fonctionnement du moteur, de la consommation, de la facilité de la conduite et du confort. Les départs sont donnés sur la piste qui fait le tour du lac Daumesnil dans le bois de Vincennes et les véhicules parcourent ensuite la ville ou la banlieue de Paris sur une distance qui peut atteindre 800 kilomètres. La course de vitesse Paris-Toulouse-Paris se déroule en trois étapes sur un parcours de 1 448 kilomètres. Dix-huit des 55 véhicules au départ atteignent l'arrivée. Alfred Velghe est vainqueur dans la catégorie des voitures avec une moyenne supérieure à 65 km/h. Il conduit une voiture Mors de plus d'une tonne munie de pneumatiques Michelin. Louis et Marcel Renault, qui ont fondé leur société en 1899, remportent la catégorie des voiturettes (voitures de moins de 400 kg) au volant de leur dernier modèle avec une moyenne de 36,4 km/h à l'aller et plus de 42 km/h au retour.
Les épreuves de colombophilie sont organisées au parc d'aérostation de Vincennes par la Fédération colombophile de la Seine. Les concours doivent se dérouler tôt le matin pour que les pigeons aient le temps de rentrer avant la nuit mais c'est l'après-midi que le public est le plus nombreux. Deux types d'épreuves sont donc prévus : des lâchers-concours matinaux auxquels participent des sociétés venant de toute la France et des lâchers-spectacles organisés l'après-midi pour satisfaire le public de l'Exposition universelle. Lors des lâchers-spectacles, plusieurs milliers de pigeons sont lâchés en même temps. Comme ils doivent pouvoir rentrer rapidement à leur colombier, ils sont fournis par les sociétés du département de la Seine et de Versailles.

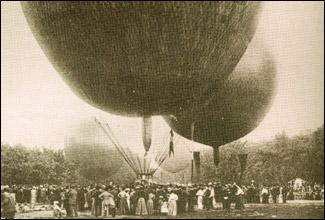
Les concours de ballons dans le parc d'aérostation établi à Vincennes.

Les concours de ballons ont lieu sur 15 journées entre le 17 juin et le 9 octobre et sont un événement important de l'Exposition. Les catégories inscrites au programme sont la durée de vol, la distance maximale, l'altitude maximale et la distance minimale (le but est d’atterrir le plus près possible d'un point déterminé à l'avance). Au total, 46 pilotes (tous français) effectuent 156 vols avec 48 ballons différents. En comptant les passagers qui peuvent aider le pilote, 326 personnes (dont quelques femmes) participent aux concours. Le 17 juin et le 26 août, des tempêtes mettent en danger les concurrents du concours de durée. Le 23 septembre, Jacques Balsan remporte le concours d'altitude en atteignant 8 558 mètres. Lors du concours final, Henry de La Vaulx parvient à poser son ballon près de Kiev en Ukraine (alors dans l'Empire russe) après avoir parcouru 1 925 kilomètres en 35 heures et 45 minutes. Il a donc battu les records du monde de la distance et la durée de vol.
Les épreuves de boules sont organisées au boulodrome de Saint-Mandé. Deux tournois sont disputés : la boule lyonnaise et la boule parisienne (ou jeu de berges). Cinquante-quatre quadrettes (216 joueurs), toutes françaises, y participent. Une équipe de Lyon remporte la boule lyonnaise et une équipe de Saint-Mandé la boule parisienne.
Le concours de longue paume a lieu au jardin du Luxembourg. Des parties à terrer et des parties à enlever sont disputées par les participants séparés en deux catégories de niveaux. Trois des quatre tournois sont remportés par la Société de longue paume de Paris.
Les concours de bateaux à moteur mécanique ont lieu dans la Seine à Argenteuil dans un bassin d'une longueur de 6 kilomètres. Quarante-neuf concurrents, tous français, participent aux épreuves. Les bateaux sont répartis en quatre catégories selon leur longueur ; une épreuve de vitesse et une épreuve de fond sont disputées dans chaque catégorie. La plupart des embarcations sont des bateaux à vapeur ou à pétrole mais un bateau propulsé par un moteur électrique remporte également une course.

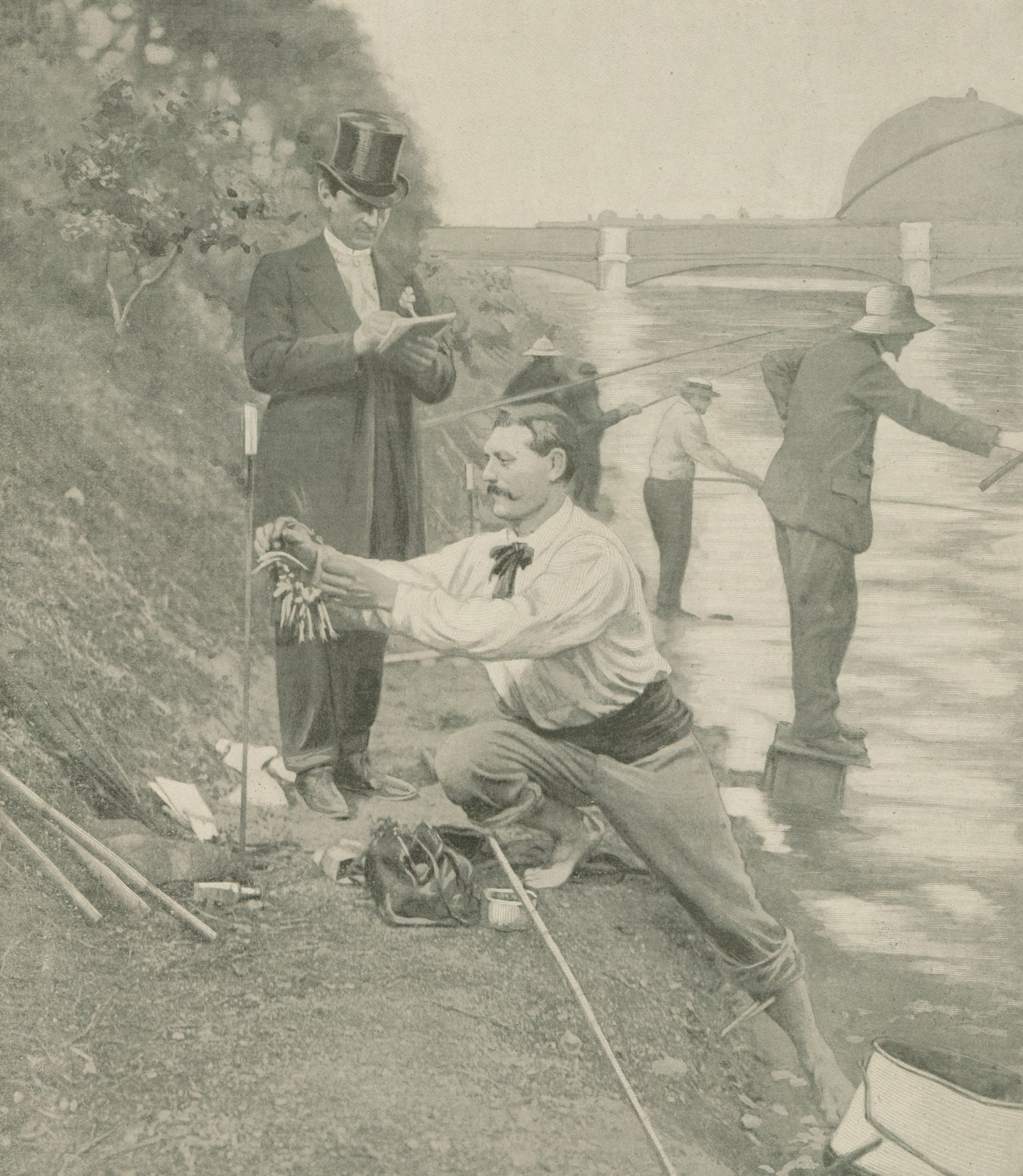
Le concours de pêche à la ligne.

Le concours de pêche à la ligne a lieu sur l'île aux Cygnes à Paris, le long de la Seine. Il attire 600 concurrents et 20 000 spectateurs en quatre jours. Malgré une pollution accidentelle à cause d'un égout, les participants capturent 2 051 poissons dont 881 lors de la finale. Élie Lesueur qui vient d'Amiens gagne la coupe car il a pêché le plus gros poisson et Hyacinthe Lalanne reçoit le diplôme de premier du monde pour ses 47 prises.
Les épreuves de sauvetage regroupent trois catégories différentes. Le concours de manœuvres de pompes à incendie qui réunit des pompiers de six pays a lieu dans le bois de Vincennes. Ceux de Kansas City (États-Unis) et Porto (Portugal) remportent respectivement les concours internationaux professionnel et amateur. Les 1 000 participants des épreuves de sauvetage sur l'eau se mesurent sur la Seine entre Courbevoie et Asnières. Ils doivent par exemple sauver des volontaires et mannequins se trouvant sur un bateau de pêche de 30 tonneaux dont le naufrage est simulé. Environ 3 000 personnes participent aux concours de premiers secours au vélodrome de Vincennes. L'épreuve la plus populaire est l'exercice réel en cas de guerre : les participants doivent avancer dans un parcours d'obstacles en portant un brancard chargé d'un homme sans le secouer,.

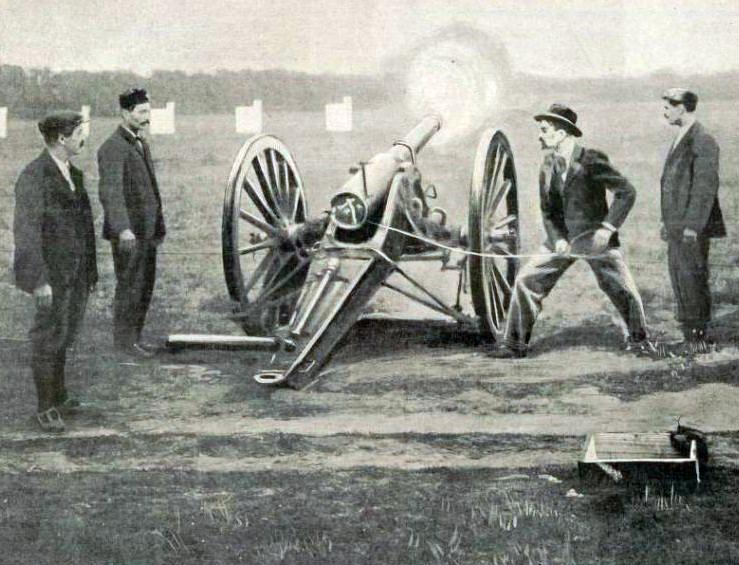
Le tir au canon à 60 mètres, au polygone d'artillerie de Vincennes.

Les épreuves de tir au canon sont organisées au polygone d'artillerie de Vincennes en collaboration avec la Société de tir au canon de Paris. Le programme est composé de trois parties : le tir individuel, le tir de batteries de campagne et le tir de batteries de siège. L'épreuve individuelle d'une durée de six jours réunit 542 participants qui doivent manier un canon de 90 millimètres. Pour le tir de batteries de campagne, 16 officiers et sous-officiers assistés de 30 personnes tirent avec six canons. Quarante-six batteries sont formées pour cette épreuve. Lors du tir de batteries de siège, un commandant, douze pointeurs et huit assistants sont nécessaires pour manier les quatre canons.

### Tableau des médailles
Les organisateurs des concours sportifs de l'Exposition universelle ne listent pas les victoires obtenues par les athlètes de chaque pays et n'établissent aucun classement entre les nations participantes. Les médailles olympiques en or, argent et bronze attribuées aux trois premiers de chaque épreuve apparaissent pour la première fois aux Jeux olympiques de 1904. Le tableau des médailles des Jeux olympiques de 1900 a donc été établi rétrospectivement en attribuant des médailles aux trois premiers des épreuves considérées comme olympiques.
La France, pays dont provient plus de la moitié des athlètes, domine le classement pour la seule fois de son histoire (si l'on ne compte pas les Jeux intercalaires de 1906) avec 101 médailles dont 26 en or. Les États-Unis sont deuxièmes avec 47 médailles dont 19 en or, la plupart obtenues lors des épreuves d'athlétisme. La Grande-Bretagne est troisième avec 30 médailles dont 15 en or. Les douze médailles remportées ensemble par des athlètes de différents pays sont attribuées à l'équipe mixte,.
Le tableau suivant a été publié sur le site du CIO mais n'est plus en ligne. Il prend en compte 89 podiums établis dans 85 épreuves différentes (deux finales pour le quatre avec barreur en aviron, deux courses pour trois catégories en voile), ce qui n'est pas conforme au nombre de 95 épreuves indiqué en 2019 sur le site. Depuis juillet 2021, le CIO a confirmé le nouveau tableau officiel des médailles (voir second tableau) où la France figure en première nation toujours mais avec un total de 27 médailles d'or.
| Rang  | Nation             | Médaille d'or, Jeux olympiques | Médaille d'argent, Jeux olympiques | Médaille de bronze, Jeux olympiques | Total |
| ----- | ------------------ | ------------------------------ | ---------------------------------- | ----------------------------------- | ----- |
| 1     | France (pays hôte) | 27                             | 41                                 | 34                                  | 102   |
| 2     | États-Unis         | 19                             | 14                                 | 14                                  | 47    |
| 3     | Grande-Bretagne    | 15                             | 6                                  | 9                                   | 30    |
| 4     | Équipe mixte       | 6                              | 3                                  | 3                                   | 12    |
| 5     | Suisse             | 6                              | 2                                  | 1                                   | 9     |
| 6     | Belgique           | 5                              | 5                                  | 5                                   | 15    |
| 7     | Allemagne          | 4                              | 2                                  | 2                                   | 8     |
| 8     | Italie             | 2                              | 2                                  | 0                                   | 4     |
| 9     | Australie          | 2                              | 0                                  | 3                                   | 5     |
| 10    | Danemark           | 1                              | 3                                  | 2                                   | 6     |
| 11    | Hongrie            | 1                              | 2                                  | 2                                   | 5     |
| 12    | Cuba               | 1                              | 1                                  | 0                                   | 2     |
| 13    | Canada             | 1                              | 0                                  | 1                                   | 2     |
| 14    | Espagne            | 1                              | 0                                  | 0                                   | 1     |
| 15    | Autriche           | 0                              | 3                                  | 3                                   | 6     |
| 16    | Norvège            | 0                              | 2                                  | 3                                   | 5     |
| 17    | Inde               | 0                              | 2                                  | 0                                   | 2     |
| 18    | Pays-Bas           | 0                              | 1                                  | 3                                   | 4     |
| 19    | Bohême             | 0                              | 1                                  | 1                                   | 2     |
| 20    | Mexique            | 0                              | 0                                  | 1                                   | 1     |
| 20    | Suède              | 0                              | 0                                  | 1                                   | 1     |
| Total | Total              | 90                             | 90                                 | 88                                  | 268   |

Le tableau suivant est celui du site sports-reference.com, notamment édité par Bill Mallon. Il prend en compte 95 podiums établis dans 89 épreuves différentes (deux finales pour le quatre avec barreur en aviron, deux courses pour cinq catégories en voile).
| Rang  | Nation             | Médaille d'or, Jeux olympiques | Médaille d'argent, Jeux olympiques | Médaille de bronze, Jeux olympiques | Total |
| ----- | ------------------ | ------------------------------ | ---------------------------------- | ----------------------------------- | ----- |
| 1     | France (pays hôte) | 27                             | 38                                 | 37                                  | 102   |
| 2     | États-Unis         | 19                             | 14                                 | 15                                  | 48    |
| 3     | Grande-Bretagne    | 15                             | 8                                  | 9                                   | 32    |
| 4     | Équipe mixte       | 8                              | 5                                  | 6                                   | 19    |
| 5     | Belgique           | 6                              | 7                                  | 4                                   | 17    |
| 6     | Suisse             | 6                              | 2                                  | 1                                   | 9     |
| 7     | Allemagne          | 4                              | 3                                  | 2                                   | 9     |
| 8     | Italie             | 3                              | 2                                  | 0                                   | 5     |
| 9     | Australie          | 2                              | 0                                  | 3                                   | 5     |
| 10    | Danemark           | 1                              | 3                                  | 2                                   | 6     |
| 11    | Hongrie            | 1                              | 2                                  | 2                                   | 5     |
| 12    | Cuba               | 1                              | 1                                  | 0                                   | 2     |
| 13    | Canada             | 1                              | 0                                  | 1                                   | 2     |
| 14    | Espagne            | 1                              | 0                                  | 0                                   | 1     |
| 14    | Luxembourg         | 1                              | 0                                  | 0                                   | 1     |
| 16    | Autriche           | 0                              | 3                                  | 3                                   | 6     |
| 17    | Norvège            | 0                              | 2                                  | 3                                   | 5     |
| 17    | Pays-Bas           | 0                              | 2                                  | 3                                   | 5     |
| 19    | Inde               | 0                              | 2                                  | 0                                   | 2     |
| 20    | Bohême             | 0                              | 1                                  | 1                                   | 2     |
| 21    | Suède              | 0                              | 0                                  | 1                                   | 1     |
| Total | Total              | 96                             | 95                                 | 93                                  | 284   |

### Sportifs les plus médaillés
Comme le tableau des médailles par pays, le classement des sportifs les plus médaillés a été établi rétrospectivement. Il est dominé par les athlètes américains, notamment Alvin Kraenzlein qui a remporté quatre épreuves et Ray Ewry qui en a gagné trois. Le tireur suisse Konrad Stäheli est deuxième avec quatre médailles dont trois d'or. Le classement suivant a été établi par Bill Mallon :
| Rang | Athlète                 | Discipline  | Médaille d'or, Jeux olympiques | Médaille d'argent, Jeux olympiques | Médaille de bronze, Jeux olympiques | Total |
| ---- | ----------------------- | ----------- | ------------------------------ | ---------------------------------- | ----------------------------------- | ----- |
| 1    | Alvin Kraenzlein (USA)  | Athlétisme  | 4                              | 0                                  | 0                                   | 4     |
| 2    | Konrad Stäheli (SUI)    | Tir         | 3                              | 0                                  | 1                                   | 4     |
| 3    | Ray Ewry (USA)          | Athlétisme  | 3                              | 0                                  | 0                                   | 3     |
| 4    | Irving Baxter (USA)     | Athlétisme  | 2                              | 3                                  | 0                                   | 5     |
| 5    | Walter Tewksbury (USA)  | Athlétisme  | 2                              | 2                                  | 1                                   | 5     |
| 6    | Hubert Van Innis (BEL)  | Tir à l'arc | 2                              | 2                                  | 0                                   | 4     |
| 7    | Emil Kellenberger (SUI) | Tir         | 2                              | 1                                  | 0                                   | 3     |
| 7    | Charles Bennett (GBR)   | Athlétisme  | 2                              | 1                                  | 0                                   | 3     |
| 9    | Lawrence Doherty (GBR)  | Tennis      | 2                              | 0                                  | 1                                   | 3     |
| 9    | Reginald Doherty (GBR)  | Tennis      | 2                              | 0                                  | 1                                   | 3     |

## Réactions
Les concours sportifs de l'Exposition universelle sont considérés comme un grand succès par les journalistes de l'époque. Le quotidien sportif Le Vélo écrit par exemple que « Le sport en 1900 a gravité autour de cet unique foyer, Paris ». L'Auto-Vélo indique quant à lui que « Jamais en effet depuis l'époque où tous les quatre ans les Jeux olympiques suscitaient en Grèce et dans tout le monde antique des émotions considérables, jamais le sport n'a été plus en honneur que cette année, jamais il n'a préoccupé autant la foule. […] Aussi le sport est-il devenu en quelque sorte la religion nouvelle ». Le magazine sportif La Vie au grand air relève cependant régulièrement des problèmes d'organisation tels que des modifications du programme au dernier moment ou des sites peu adaptés aux épreuves.
Le 21 mai 1901, devant les membres du Comité international olympique réunis à Paris, Pierre de Coubertin décrit l'événement comme une « imposante manifestation sportive dont l'influence sur l'athlétisme aura été bienfaisante ». Il remet lors d'un banquet la médaille olympique à Daniel Mérillon, délégué général aux sports pour les concours sportifs de l'Exposition universelle de 1900. Lors de la même soirée l'Italien Eugenio Brunetta d'Usseaux, membre du CIO s'exprimant au nom des représentants étrangers, évoque des « manifestations grandioses » et un « souvenir impérissable ».
Dans ses mémoires publiés en 1931, Pierre de Coubertin est en revanche très critique envers l'organisation des concours sportifs en 1900. Il écrit notamment à propos des Jeux olympiques : « Malheureusement, s'il y avait un endroit au monde où l'on s'y montrât indifférent, c'était avant tout Paris… » et « Des résultats intéressants, mais n'ayant rien d'olympique, furent notés. Selon l'expression d'un de nos collègues, on avait « utilisé notre œuvre en la mettant en charpie ». Le mot demeura juste. Il caractérise l'expérience de 1900. Elle prouvait, en tout cas, qu'il fallait se garder de jamais laisser les Jeux s'annexer à quelqu'une de ces grandes foires au milieu desquelles leur valeur philosophique s'évapore et leur portée pédagogique devient inopérante. »
En se basant notamment sur ces mémoires, les historiens du sport, français en particulier, portent généralement un jugement négatif sur les organisateurs qui ont laissé une place modeste aux Jeux olympiques au sein de l'Exposition universelle. Dans son Histoire du Sport français de 1870 à nos jours publiée en 1983, Jean-Toussaint Fieschi écrit par exemple : « Cela aurait pu être une importante manifestation, l'occasion d'affirmer en France le fait sportif ; ce ne fut qu'une triste foire, un fatras d'épreuves plus ou moins officielles, amateurs et professionnelles, éparpillées aux quatre coins de la capitale, englouties au milieu d'une épidémie de concours, parades et revues. Que les Jeux aient pu survivre à un tel fiasco paraît aujourd'hui à peine croyable. » La situation est similaire dans le monde anglo-saxon où les Jeux de 1900 et 1904, tous deux organisés dans le cadre d'une Exposition universelle, sont parfois qualifiés de « Farcical Games » (« Jeux grotesques » ou semblables à une farce).